# Division II i ishockey 1965-66
Division II i ishockey 1965-65 var turneringen for mandlige ishockeyhold i den næstbedste række i det svenske ligasystem. Turneringen havde deltagelse af 86 hold, der spillede om fire oprykningspladser til Division I, og om at undgå 17 nedrykningspladser til Division III.
Holdene var inddelt i fire regioner, nord (22 hold), øst (22 hold), vest (20 hold) og syd (22 hold). I alle fire regioner var holdene inddelt i to puljer med 10 eller 12 hold, og i hver pulje spillede holdene en dobbeltturnering alle-mod-alle. De otte puljevindere gik videre til oprykningsspillet til Division I, og de to eller tre dårligste hold i hver pulje blev rykket ned i Division III. I oprykningsspillet blev de otte puljevindere blev inddelt i to nye puljer med fire hold i hver, som begge spillede en dobbeltturnering alle-mod-alle. I hver af de to puljer var der to oprykningspladser til Division I på spil.
De fire oprykningspladser blev besat af:
- Clemensnäs IF, der vandt Division II Nord A, og som endte på førstepladsen i Oprykningsspil Nord.
- Mora IK, der vandt Division II Øst A, og som endte på andenpladsen i Oprykningsspil Nord.
- Rögle BK, der vandt Division II Syd B, og som endte på førstepladsen i Oprykningsspil Syd.
- Avesta BK, der vandt Division II Vest A, og som endte på andenpladsen i Oprykningsspil Syd.

## Hold
Division II havde deltagelse af 86 klubber, hvilket var seks flere end i den foregående sæson. Blandt deltagerne var:
- 4 klubber, der var rykket ned fra Division I: Grums IK, IK Viking, Mora IK og Strömsbro IF.
- 25 klubber, der var rykket op fra Division III: Alfta GIF, BK Bäcken, Deje IK, Enköpings SK, Flens IF, GIF Sundsvall, Glommersträsk IF, Hofors IK, IFK Bjurfors, IFK Luleå, IFK Österåker, IK Terra, Kramfors IF, Malå IF, Medle SK, Nor IK, Nynäshamns IF, Oskarshamns AIK, Rögle BK, Skultuna IS, Stribergs SK, Tabergs SK, Tibro IK, Vansbro AIK og Väsby IK.

Desuden var der siden den foregående sæson sket følgende ændringer:
- IF Uve havde skiftet navn til Uddeholms IF.
- Nyköpings AIK og Nyköpings SK havde fusioneret og spillede videre under navnet Nyköpings BIS.

Klubberne var inddelt i fire regioner med 20 eller 22 hold i hver, og i hver region var klubberne inddelt i to puljer med 10 eller 12 hold i hver pulje.
| Hold i Division II 1965-66 | Hold i Division II 1965-66 | Hold i Division II 1965-66 | Hold i Division II 1965-66 | Boden Clemensnäs Gällivare Glommersträsk Bjurfors IFK Kiruna Kiruna AIF Luleå Malmberget Malå Medle Piteå Bjästa Sundsvall Heffners/Ortviken Nyland Strömsund Järved Kramfors Sandåkern Teg Vännäs Alfta Falun Gävle Godtemplare Hemsta Hofors Warpen Ljusne Mora Strömsbro Vansbro Almtuna Enköping Österåker Nynäshamn IFK Stockholm, Lidingö, Mälarhöjden, Nacka, Skuru, Sundbyberg og Traneberg Väsby Avesta Bångbro Fagersta Arboga Westmannia Ludvika Morgårdshammar Skultuna Striberg Surahamm. Deje Forshaga Grums Karlskoga Bofors Munkfors Viking Mariestad Nor Tibro Uddeholm Kenty Remo Flen Husqvarna IFK Norrköping IK Sleipner Terra Nyköping Tranås Vättersnäs Bäcken GAIS Troja Norraham. Norrby Oskarshamn Rögle Skillingaryd Taberg Tingsryd Växjö Öster |
| Hold                       | By                         | Hold                       | By                         | Boden Clemensnäs Gällivare Glommersträsk Bjurfors IFK Kiruna Kiruna AIF Luleå Malmberget Malå Medle Piteå Bjästa Sundsvall Heffners/Ortviken Nyland Strömsund Järved Kramfors Sandåkern Teg Vännäs Alfta Falun Gävle Godtemplare Hemsta Hofors Warpen Ljusne Mora Strömsbro Vansbro Almtuna Enköping Österåker Nynäshamn IFK Stockholm, Lidingö, Mälarhöjden, Nacka, Skuru, Sundbyberg og Traneberg Väsby Avesta Bångbro Fagersta Arboga Westmannia Ludvika Morgårdshammar Skultuna Striberg Surahamm. Deje Forshaga Grums Karlskoga Bofors Munkfors Viking Mariestad Nor Tibro Uddeholm Kenty Remo Flen Husqvarna IFK Norrköping IK Sleipner Terra Nyköping Tranås Vättersnäs Bäcken GAIS Troja Norraham. Norrby Oskarshamn Rögle Skillingaryd Taberg Tingsryd Växjö Öster |
| Nord                       |                            |                            |                            | Boden Clemensnäs Gällivare Glommersträsk Bjurfors IFK Kiruna Kiruna AIF Luleå Malmberget Malå Medle Piteå Bjästa Sundsvall Heffners/Ortviken Nyland Strömsund Järved Kramfors Sandåkern Teg Vännäs Alfta Falun Gävle Godtemplare Hemsta Hofors Warpen Ljusne Mora Strömsbro Vansbro Almtuna Enköping Österåker Nynäshamn IFK Stockholm, Lidingö, Mälarhöjden, Nacka, Skuru, Sundbyberg og Traneberg Väsby Avesta Bångbro Fagersta Arboga Westmannia Ludvika Morgårdshammar Skultuna Striberg Surahamm. Deje Forshaga Grums Karlskoga Bofors Munkfors Viking Mariestad Nor Tibro Uddeholm Kenty Remo Flen Husqvarna IFK Norrköping IK Sleipner Terra Nyköping Tranås Vättersnäs Bäcken GAIS Troja Norraham. Norrby Oskarshamn Rögle Skillingaryd Taberg Tingsryd Växjö Öster |
| Division II Nord A         | Division II Nord A         | Division II Nord B         | Division II Nord B         | Boden Clemensnäs Gällivare Glommersträsk Bjurfors IFK Kiruna Kiruna AIF Luleå Malmberget Malå Medle Piteå Bjästa Sundsvall Heffners/Ortviken Nyland Strömsund Järved Kramfors Sandåkern Teg Vännäs Alfta Falun Gävle Godtemplare Hemsta Hofors Warpen Ljusne Mora Strömsbro Vansbro Almtuna Enköping Österåker Nynäshamn IFK Stockholm, Lidingö, Mälarhöjden, Nacka, Skuru, Sundbyberg og Traneberg Väsby Avesta Bångbro Fagersta Arboga Westmannia Ludvika Morgårdshammar Skultuna Striberg Surahamm. Deje Forshaga Grums Karlskoga Bofors Munkfors Viking Mariestad Nor Tibro Uddeholm Kenty Remo Flen Husqvarna IFK Norrköping IK Sleipner Terra Nyköping Tranås Vättersnäs Bäcken GAIS Troja Norraham. Norrby Oskarshamn Rögle Skillingaryd Taberg Tingsryd Växjö Öster |
| Bodens BK                  | Boden                      | Bjästa IF                  | Bjästa                     | Boden Clemensnäs Gällivare Glommersträsk Bjurfors IFK Kiruna Kiruna AIF Luleå Malmberget Malå Medle Piteå Bjästa Sundsvall Heffners/Ortviken Nyland Strömsund Järved Kramfors Sandåkern Teg Vännäs Alfta Falun Gävle Godtemplare Hemsta Hofors Warpen Ljusne Mora Strömsbro Vansbro Almtuna Enköping Österåker Nynäshamn IFK Stockholm, Lidingö, Mälarhöjden, Nacka, Skuru, Sundbyberg og Traneberg Väsby Avesta Bångbro Fagersta Arboga Westmannia Ludvika Morgårdshammar Skultuna Striberg Surahamm. Deje Forshaga Grums Karlskoga Bofors Munkfors Viking Mariestad Nor Tibro Uddeholm Kenty Remo Flen Husqvarna IFK Norrköping IK Sleipner Terra Nyköping Tranås Vättersnäs Bäcken GAIS Troja Norraham. Norrby Oskarshamn Rögle Skillingaryd Taberg Tingsryd Växjö Öster |
| Clemensnäs IF              | Ursviken                   | GIF Sundsvall              | Sundsvall                  | Boden Clemensnäs Gällivare Glommersträsk Bjurfors IFK Kiruna Kiruna AIF Luleå Malmberget Malå Medle Piteå Bjästa Sundsvall Heffners/Ortviken Nyland Strömsund Järved Kramfors Sandåkern Teg Vännäs Alfta Falun Gävle Godtemplare Hemsta Hofors Warpen Ljusne Mora Strömsbro Vansbro Almtuna Enköping Österåker Nynäshamn IFK Stockholm, Lidingö, Mälarhöjden, Nacka, Skuru, Sundbyberg og Traneberg Väsby Avesta Bångbro Fagersta Arboga Westmannia Ludvika Morgårdshammar Skultuna Striberg Surahamm. Deje Forshaga Grums Karlskoga Bofors Munkfors Viking Mariestad Nor Tibro Uddeholm Kenty Remo Flen Husqvarna IFK Norrköping IK Sleipner Terra Nyköping Tranås Vättersnäs Bäcken GAIS Troja Norraham. Norrby Oskarshamn Rögle Skillingaryd Taberg Tingsryd Växjö Öster |
| Gällivare SK               | Gällivare                  | Heffners/Ortvikens IF      | Sundsvall                  | Boden Clemensnäs Gällivare Glommersträsk Bjurfors IFK Kiruna Kiruna AIF Luleå Malmberget Malå Medle Piteå Bjästa Sundsvall Heffners/Ortviken Nyland Strömsund Järved Kramfors Sandåkern Teg Vännäs Alfta Falun Gävle Godtemplare Hemsta Hofors Warpen Ljusne Mora Strömsbro Vansbro Almtuna Enköping Österåker Nynäshamn IFK Stockholm, Lidingö, Mälarhöjden, Nacka, Skuru, Sundbyberg og Traneberg Väsby Avesta Bångbro Fagersta Arboga Westmannia Ludvika Morgårdshammar Skultuna Striberg Surahamm. Deje Forshaga Grums Karlskoga Bofors Munkfors Viking Mariestad Nor Tibro Uddeholm Kenty Remo Flen Husqvarna IFK Norrköping IK Sleipner Terra Nyköping Tranås Vättersnäs Bäcken GAIS Troja Norraham. Norrby Oskarshamn Rögle Skillingaryd Taberg Tingsryd Växjö Öster |
| Glommersträsk IF           | Glommersträsk              | IFK Nyland                 | Nyland                     | Boden Clemensnäs Gällivare Glommersträsk Bjurfors IFK Kiruna Kiruna AIF Luleå Malmberget Malå Medle Piteå Bjästa Sundsvall Heffners/Ortviken Nyland Strömsund Järved Kramfors Sandåkern Teg Vännäs Alfta Falun Gävle Godtemplare Hemsta Hofors Warpen Ljusne Mora Strömsbro Vansbro Almtuna Enköping Österåker Nynäshamn IFK Stockholm, Lidingö, Mälarhöjden, Nacka, Skuru, Sundbyberg og Traneberg Väsby Avesta Bångbro Fagersta Arboga Westmannia Ludvika Morgårdshammar Skultuna Striberg Surahamm. Deje Forshaga Grums Karlskoga Bofors Munkfors Viking Mariestad Nor Tibro Uddeholm Kenty Remo Flen Husqvarna IFK Norrköping IK Sleipner Terra Nyköping Tranås Vättersnäs Bäcken GAIS Troja Norraham. Norrby Oskarshamn Rögle Skillingaryd Taberg Tingsryd Växjö Öster |
| IFK Bjurfors               | Bjurfors                   | IFK Strömsund              | Strömsund                  | Boden Clemensnäs Gällivare Glommersträsk Bjurfors IFK Kiruna Kiruna AIF Luleå Malmberget Malå Medle Piteå Bjästa Sundsvall Heffners/Ortviken Nyland Strömsund Järved Kramfors Sandåkern Teg Vännäs Alfta Falun Gävle Godtemplare Hemsta Hofors Warpen Ljusne Mora Strömsbro Vansbro Almtuna Enköping Österåker Nynäshamn IFK Stockholm, Lidingö, Mälarhöjden, Nacka, Skuru, Sundbyberg og Traneberg Väsby Avesta Bångbro Fagersta Arboga Westmannia Ludvika Morgårdshammar Skultuna Striberg Surahamm. Deje Forshaga Grums Karlskoga Bofors Munkfors Viking Mariestad Nor Tibro Uddeholm Kenty Remo Flen Husqvarna IFK Norrköping IK Sleipner Terra Nyköping Tranås Vättersnäs Bäcken GAIS Troja Norraham. Norrby Oskarshamn Rögle Skillingaryd Taberg Tingsryd Växjö Öster |
| IFK Kiruna                 | Kiruna                     | Järveds IF                 | Örnsköldsvik               | Boden Clemensnäs Gällivare Glommersträsk Bjurfors IFK Kiruna Kiruna AIF Luleå Malmberget Malå Medle Piteå Bjästa Sundsvall Heffners/Ortviken Nyland Strömsund Järved Kramfors Sandåkern Teg Vännäs Alfta Falun Gävle Godtemplare Hemsta Hofors Warpen Ljusne Mora Strömsbro Vansbro Almtuna Enköping Österåker Nynäshamn IFK Stockholm, Lidingö, Mälarhöjden, Nacka, Skuru, Sundbyberg og Traneberg Väsby Avesta Bångbro Fagersta Arboga Westmannia Ludvika Morgårdshammar Skultuna Striberg Surahamm. Deje Forshaga Grums Karlskoga Bofors Munkfors Viking Mariestad Nor Tibro Uddeholm Kenty Remo Flen Husqvarna IFK Norrköping IK Sleipner Terra Nyköping Tranås Vättersnäs Bäcken GAIS Troja Norraham. Norrby Oskarshamn Rögle Skillingaryd Taberg Tingsryd Växjö Öster |
| IFK Luleå                  | Luleå                      | Kramfors IF                | Kramfors                   | Boden Clemensnäs Gällivare Glommersträsk Bjurfors IFK Kiruna Kiruna AIF Luleå Malmberget Malå Medle Piteå Bjästa Sundsvall Heffners/Ortviken Nyland Strömsund Järved Kramfors Sandåkern Teg Vännäs Alfta Falun Gävle Godtemplare Hemsta Hofors Warpen Ljusne Mora Strömsbro Vansbro Almtuna Enköping Österåker Nynäshamn IFK Stockholm, Lidingö, Mälarhöjden, Nacka, Skuru, Sundbyberg og Traneberg Väsby Avesta Bångbro Fagersta Arboga Westmannia Ludvika Morgårdshammar Skultuna Striberg Surahamm. Deje Forshaga Grums Karlskoga Bofors Munkfors Viking Mariestad Nor Tibro Uddeholm Kenty Remo Flen Husqvarna IFK Norrköping IK Sleipner Terra Nyköping Tranås Vättersnäs Bäcken GAIS Troja Norraham. Norrby Oskarshamn Rögle Skillingaryd Taberg Tingsryd Växjö Öster |
| Kiruna AIF                 | Kiruna                     | Sandåkerns SK              | Umeå                       | Boden Clemensnäs Gällivare Glommersträsk Bjurfors IFK Kiruna Kiruna AIF Luleå Malmberget Malå Medle Piteå Bjästa Sundsvall Heffners/Ortviken Nyland Strömsund Järved Kramfors Sandåkern Teg Vännäs Alfta Falun Gävle Godtemplare Hemsta Hofors Warpen Ljusne Mora Strömsbro Vansbro Almtuna Enköping Österåker Nynäshamn IFK Stockholm, Lidingö, Mälarhöjden, Nacka, Skuru, Sundbyberg og Traneberg Väsby Avesta Bångbro Fagersta Arboga Westmannia Ludvika Morgårdshammar Skultuna Striberg Surahamm. Deje Forshaga Grums Karlskoga Bofors Munkfors Viking Mariestad Nor Tibro Uddeholm Kenty Remo Flen Husqvarna IFK Norrköping IK Sleipner Terra Nyköping Tranås Vättersnäs Bäcken GAIS Troja Norraham. Norrby Oskarshamn Rögle Skillingaryd Taberg Tingsryd Växjö Öster |
| Malmbergets IF             | Malmberget                 | Tegs SK                    | Umeå                       | Boden Clemensnäs Gällivare Glommersträsk Bjurfors IFK Kiruna Kiruna AIF Luleå Malmberget Malå Medle Piteå Bjästa Sundsvall Heffners/Ortviken Nyland Strömsund Järved Kramfors Sandåkern Teg Vännäs Alfta Falun Gävle Godtemplare Hemsta Hofors Warpen Ljusne Mora Strömsbro Vansbro Almtuna Enköping Österåker Nynäshamn IFK Stockholm, Lidingö, Mälarhöjden, Nacka, Skuru, Sundbyberg og Traneberg Väsby Avesta Bångbro Fagersta Arboga Westmannia Ludvika Morgårdshammar Skultuna Striberg Surahamm. Deje Forshaga Grums Karlskoga Bofors Munkfors Viking Mariestad Nor Tibro Uddeholm Kenty Remo Flen Husqvarna IFK Norrköping IK Sleipner Terra Nyköping Tranås Vättersnäs Bäcken GAIS Troja Norraham. Norrby Oskarshamn Rögle Skillingaryd Taberg Tingsryd Växjö Öster |
| Malå IF                    | Malå                       | Vännäs AIK                 | Vännäs                     | Boden Clemensnäs Gällivare Glommersträsk Bjurfors IFK Kiruna Kiruna AIF Luleå Malmberget Malå Medle Piteå Bjästa Sundsvall Heffners/Ortviken Nyland Strömsund Järved Kramfors Sandåkern Teg Vännäs Alfta Falun Gävle Godtemplare Hemsta Hofors Warpen Ljusne Mora Strömsbro Vansbro Almtuna Enköping Österåker Nynäshamn IFK Stockholm, Lidingö, Mälarhöjden, Nacka, Skuru, Sundbyberg og Traneberg Väsby Avesta Bångbro Fagersta Arboga Westmannia Ludvika Morgårdshammar Skultuna Striberg Surahamm. Deje Forshaga Grums Karlskoga Bofors Munkfors Viking Mariestad Nor Tibro Uddeholm Kenty Remo Flen Husqvarna IFK Norrköping IK Sleipner Terra Nyköping Tranås Vättersnäs Bäcken GAIS Troja Norraham. Norrby Oskarshamn Rögle Skillingaryd Taberg Tingsryd Växjö Öster |
| Medle SK                   | Medle                      |                            |                            | Boden Clemensnäs Gällivare Glommersträsk Bjurfors IFK Kiruna Kiruna AIF Luleå Malmberget Malå Medle Piteå Bjästa Sundsvall Heffners/Ortviken Nyland Strömsund Järved Kramfors Sandåkern Teg Vännäs Alfta Falun Gävle Godtemplare Hemsta Hofors Warpen Ljusne Mora Strömsbro Vansbro Almtuna Enköping Österåker Nynäshamn IFK Stockholm, Lidingö, Mälarhöjden, Nacka, Skuru, Sundbyberg og Traneberg Väsby Avesta Bångbro Fagersta Arboga Westmannia Ludvika Morgårdshammar Skultuna Striberg Surahamm. Deje Forshaga Grums Karlskoga Bofors Munkfors Viking Mariestad Nor Tibro Uddeholm Kenty Remo Flen Husqvarna IFK Norrköping IK Sleipner Terra Nyköping Tranås Vättersnäs Bäcken GAIS Troja Norraham. Norrby Oskarshamn Rögle Skillingaryd Taberg Tingsryd Växjö Öster |
| Piteå IF                   | Piteå                      |                            |                            | Boden Clemensnäs Gällivare Glommersträsk Bjurfors IFK Kiruna Kiruna AIF Luleå Malmberget Malå Medle Piteå Bjästa Sundsvall Heffners/Ortviken Nyland Strömsund Järved Kramfors Sandåkern Teg Vännäs Alfta Falun Gävle Godtemplare Hemsta Hofors Warpen Ljusne Mora Strömsbro Vansbro Almtuna Enköping Österåker Nynäshamn IFK Stockholm, Lidingö, Mälarhöjden, Nacka, Skuru, Sundbyberg og Traneberg Väsby Avesta Bångbro Fagersta Arboga Westmannia Ludvika Morgårdshammar Skultuna Striberg Surahamm. Deje Forshaga Grums Karlskoga Bofors Munkfors Viking Mariestad Nor Tibro Uddeholm Kenty Remo Flen Husqvarna IFK Norrköping IK Sleipner Terra Nyköping Tranås Vättersnäs Bäcken GAIS Troja Norraham. Norrby Oskarshamn Rögle Skillingaryd Taberg Tingsryd Växjö Öster |
| Øst                        |                            |                            |                            | Boden Clemensnäs Gällivare Glommersträsk Bjurfors IFK Kiruna Kiruna AIF Luleå Malmberget Malå Medle Piteå Bjästa Sundsvall Heffners/Ortviken Nyland Strömsund Järved Kramfors Sandåkern Teg Vännäs Alfta Falun Gävle Godtemplare Hemsta Hofors Warpen Ljusne Mora Strömsbro Vansbro Almtuna Enköping Österåker Nynäshamn IFK Stockholm, Lidingö, Mälarhöjden, Nacka, Skuru, Sundbyberg og Traneberg Väsby Avesta Bångbro Fagersta Arboga Westmannia Ludvika Morgårdshammar Skultuna Striberg Surahamm. Deje Forshaga Grums Karlskoga Bofors Munkfors Viking Mariestad Nor Tibro Uddeholm Kenty Remo Flen Husqvarna IFK Norrköping IK Sleipner Terra Nyköping Tranås Vättersnäs Bäcken GAIS Troja Norraham. Norrby Oskarshamn Rögle Skillingaryd Taberg Tingsryd Växjö Öster |
| Division II Øst A          | Division II Øst A          | Division II Øst B          | Division II Øst B          | Boden Clemensnäs Gällivare Glommersträsk Bjurfors IFK Kiruna Kiruna AIF Luleå Malmberget Malå Medle Piteå Bjästa Sundsvall Heffners/Ortviken Nyland Strömsund Järved Kramfors Sandåkern Teg Vännäs Alfta Falun Gävle Godtemplare Hemsta Hofors Warpen Ljusne Mora Strömsbro Vansbro Almtuna Enköping Österåker Nynäshamn IFK Stockholm, Lidingö, Mälarhöjden, Nacka, Skuru, Sundbyberg og Traneberg Väsby Avesta Bångbro Fagersta Arboga Westmannia Ludvika Morgårdshammar Skultuna Striberg Surahamm. Deje Forshaga Grums Karlskoga Bofors Munkfors Viking Mariestad Nor Tibro Uddeholm Kenty Remo Flen Husqvarna IFK Norrköping IK Sleipner Terra Nyköping Tranås Vättersnäs Bäcken GAIS Troja Norraham. Norrby Oskarshamn Rögle Skillingaryd Taberg Tingsryd Växjö Öster |
| Alfta GIF                  | Alfta                      | Almtuna IS                 | Uppsala                    | Boden Clemensnäs Gällivare Glommersträsk Bjurfors IFK Kiruna Kiruna AIF Luleå Malmberget Malå Medle Piteå Bjästa Sundsvall Heffners/Ortviken Nyland Strömsund Järved Kramfors Sandåkern Teg Vännäs Alfta Falun Gävle Godtemplare Hemsta Hofors Warpen Ljusne Mora Strömsbro Vansbro Almtuna Enköping Österåker Nynäshamn IFK Stockholm, Lidingö, Mälarhöjden, Nacka, Skuru, Sundbyberg og Traneberg Väsby Avesta Bångbro Fagersta Arboga Westmannia Ludvika Morgårdshammar Skultuna Striberg Surahamm. Deje Forshaga Grums Karlskoga Bofors Munkfors Viking Mariestad Nor Tibro Uddeholm Kenty Remo Flen Husqvarna IFK Norrköping IK Sleipner Terra Nyköping Tranås Vättersnäs Bäcken GAIS Troja Norraham. Norrby Oskarshamn Rögle Skillingaryd Taberg Tingsryd Växjö Öster |
| Falu BS                    | Falun                      | Enköpings SK               | Enköping                   | Boden Clemensnäs Gällivare Glommersträsk Bjurfors IFK Kiruna Kiruna AIF Luleå Malmberget Malå Medle Piteå Bjästa Sundsvall Heffners/Ortviken Nyland Strömsund Järved Kramfors Sandåkern Teg Vännäs Alfta Falun Gävle Godtemplare Hemsta Hofors Warpen Ljusne Mora Strömsbro Vansbro Almtuna Enköping Österåker Nynäshamn IFK Stockholm, Lidingö, Mälarhöjden, Nacka, Skuru, Sundbyberg og Traneberg Väsby Avesta Bångbro Fagersta Arboga Westmannia Ludvika Morgårdshammar Skultuna Striberg Surahamm. Deje Forshaga Grums Karlskoga Bofors Munkfors Viking Mariestad Nor Tibro Uddeholm Kenty Remo Flen Husqvarna IFK Norrköping IK Sleipner Terra Nyköping Tranås Vättersnäs Bäcken GAIS Troja Norraham. Norrby Oskarshamn Rögle Skillingaryd Taberg Tingsryd Växjö Öster |
| Gävle Godtemplares IK      | Gävle                      | IFK Lidingö                | Stockholm                  | Boden Clemensnäs Gällivare Glommersträsk Bjurfors IFK Kiruna Kiruna AIF Luleå Malmberget Malå Medle Piteå Bjästa Sundsvall Heffners/Ortviken Nyland Strömsund Järved Kramfors Sandåkern Teg Vännäs Alfta Falun Gävle Godtemplare Hemsta Hofors Warpen Ljusne Mora Strömsbro Vansbro Almtuna Enköping Österåker Nynäshamn IFK Stockholm, Lidingö, Mälarhöjden, Nacka, Skuru, Sundbyberg og Traneberg Väsby Avesta Bångbro Fagersta Arboga Westmannia Ludvika Morgårdshammar Skultuna Striberg Surahamm. Deje Forshaga Grums Karlskoga Bofors Munkfors Viking Mariestad Nor Tibro Uddeholm Kenty Remo Flen Husqvarna IFK Norrköping IK Sleipner Terra Nyköping Tranås Vättersnäs Bäcken GAIS Troja Norraham. Norrby Oskarshamn Rögle Skillingaryd Taberg Tingsryd Växjö Öster |
| Hemsta IF                  | Gävle                      | IFK Stockholm              | Stockholm                  | Boden Clemensnäs Gällivare Glommersträsk Bjurfors IFK Kiruna Kiruna AIF Luleå Malmberget Malå Medle Piteå Bjästa Sundsvall Heffners/Ortviken Nyland Strömsund Järved Kramfors Sandåkern Teg Vännäs Alfta Falun Gävle Godtemplare Hemsta Hofors Warpen Ljusne Mora Strömsbro Vansbro Almtuna Enköping Österåker Nynäshamn IFK Stockholm, Lidingö, Mälarhöjden, Nacka, Skuru, Sundbyberg og Traneberg Väsby Avesta Bångbro Fagersta Arboga Westmannia Ludvika Morgårdshammar Skultuna Striberg Surahamm. Deje Forshaga Grums Karlskoga Bofors Munkfors Viking Mariestad Nor Tibro Uddeholm Kenty Remo Flen Husqvarna IFK Norrköping IK Sleipner Terra Nyköping Tranås Vättersnäs Bäcken GAIS Troja Norraham. Norrby Oskarshamn Rögle Skillingaryd Taberg Tingsryd Växjö Öster |
| Hofors IK                  | Hofors                     | IFK Österåker              | Åkersberga                 | Boden Clemensnäs Gällivare Glommersträsk Bjurfors IFK Kiruna Kiruna AIF Luleå Malmberget Malå Medle Piteå Bjästa Sundsvall Heffners/Ortviken Nyland Strömsund Järved Kramfors Sandåkern Teg Vännäs Alfta Falun Gävle Godtemplare Hemsta Hofors Warpen Ljusne Mora Strömsbro Vansbro Almtuna Enköping Österåker Nynäshamn IFK Stockholm, Lidingö, Mälarhöjden, Nacka, Skuru, Sundbyberg og Traneberg Väsby Avesta Bångbro Fagersta Arboga Westmannia Ludvika Morgårdshammar Skultuna Striberg Surahamm. Deje Forshaga Grums Karlskoga Bofors Munkfors Viking Mariestad Nor Tibro Uddeholm Kenty Remo Flen Husqvarna IFK Norrköping IK Sleipner Terra Nyköping Tranås Vättersnäs Bäcken GAIS Troja Norraham. Norrby Oskarshamn Rögle Skillingaryd Taberg Tingsryd Växjö Öster |
| IK Warpen                  | Bollnäs                    | Mälarhöjdens IK            | Stockholm                  | Boden Clemensnäs Gällivare Glommersträsk Bjurfors IFK Kiruna Kiruna AIF Luleå Malmberget Malå Medle Piteå Bjästa Sundsvall Heffners/Ortviken Nyland Strömsund Järved Kramfors Sandåkern Teg Vännäs Alfta Falun Gävle Godtemplare Hemsta Hofors Warpen Ljusne Mora Strömsbro Vansbro Almtuna Enköping Österåker Nynäshamn IFK Stockholm, Lidingö, Mälarhöjden, Nacka, Skuru, Sundbyberg og Traneberg Väsby Avesta Bångbro Fagersta Arboga Westmannia Ludvika Morgårdshammar Skultuna Striberg Surahamm. Deje Forshaga Grums Karlskoga Bofors Munkfors Viking Mariestad Nor Tibro Uddeholm Kenty Remo Flen Husqvarna IFK Norrköping IK Sleipner Terra Nyköping Tranås Vättersnäs Bäcken GAIS Troja Norraham. Norrby Oskarshamn Rögle Skillingaryd Taberg Tingsryd Växjö Öster |
| Ljusne AIK                 | Ljusne                     | Nacka SK                   | Stockholm                  | Boden Clemensnäs Gällivare Glommersträsk Bjurfors IFK Kiruna Kiruna AIF Luleå Malmberget Malå Medle Piteå Bjästa Sundsvall Heffners/Ortviken Nyland Strömsund Järved Kramfors Sandåkern Teg Vännäs Alfta Falun Gävle Godtemplare Hemsta Hofors Warpen Ljusne Mora Strömsbro Vansbro Almtuna Enköping Österåker Nynäshamn IFK Stockholm, Lidingö, Mälarhöjden, Nacka, Skuru, Sundbyberg og Traneberg Väsby Avesta Bångbro Fagersta Arboga Westmannia Ludvika Morgårdshammar Skultuna Striberg Surahamm. Deje Forshaga Grums Karlskoga Bofors Munkfors Viking Mariestad Nor Tibro Uddeholm Kenty Remo Flen Husqvarna IFK Norrköping IK Sleipner Terra Nyköping Tranås Vättersnäs Bäcken GAIS Troja Norraham. Norrby Oskarshamn Rögle Skillingaryd Taberg Tingsryd Växjö Öster |
| Mora IK                    | Mora                       | Nynäshamns IF              | Nynäshamn                  | Boden Clemensnäs Gällivare Glommersträsk Bjurfors IFK Kiruna Kiruna AIF Luleå Malmberget Malå Medle Piteå Bjästa Sundsvall Heffners/Ortviken Nyland Strömsund Järved Kramfors Sandåkern Teg Vännäs Alfta Falun Gävle Godtemplare Hemsta Hofors Warpen Ljusne Mora Strömsbro Vansbro Almtuna Enköping Österåker Nynäshamn IFK Stockholm, Lidingö, Mälarhöjden, Nacka, Skuru, Sundbyberg og Traneberg Väsby Avesta Bångbro Fagersta Arboga Westmannia Ludvika Morgårdshammar Skultuna Striberg Surahamm. Deje Forshaga Grums Karlskoga Bofors Munkfors Viking Mariestad Nor Tibro Uddeholm Kenty Remo Flen Husqvarna IFK Norrköping IK Sleipner Terra Nyköping Tranås Vättersnäs Bäcken GAIS Troja Norraham. Norrby Oskarshamn Rögle Skillingaryd Taberg Tingsryd Växjö Öster |
| Strömsbro IF               | Strömsbro                  | Skuru IK                   | Stockholm                  | Boden Clemensnäs Gällivare Glommersträsk Bjurfors IFK Kiruna Kiruna AIF Luleå Malmberget Malå Medle Piteå Bjästa Sundsvall Heffners/Ortviken Nyland Strömsund Järved Kramfors Sandåkern Teg Vännäs Alfta Falun Gävle Godtemplare Hemsta Hofors Warpen Ljusne Mora Strömsbro Vansbro Almtuna Enköping Österåker Nynäshamn IFK Stockholm, Lidingö, Mälarhöjden, Nacka, Skuru, Sundbyberg og Traneberg Väsby Avesta Bångbro Fagersta Arboga Westmannia Ludvika Morgårdshammar Skultuna Striberg Surahamm. Deje Forshaga Grums Karlskoga Bofors Munkfors Viking Mariestad Nor Tibro Uddeholm Kenty Remo Flen Husqvarna IFK Norrköping IK Sleipner Terra Nyköping Tranås Vättersnäs Bäcken GAIS Troja Norraham. Norrby Oskarshamn Rögle Skillingaryd Taberg Tingsryd Växjö Öster |
| Vansbro AIK                | Vansbro                    | Sundbybergs IK             | Stockholm                  | Boden Clemensnäs Gällivare Glommersträsk Bjurfors IFK Kiruna Kiruna AIF Luleå Malmberget Malå Medle Piteå Bjästa Sundsvall Heffners/Ortviken Nyland Strömsund Järved Kramfors Sandåkern Teg Vännäs Alfta Falun Gävle Godtemplare Hemsta Hofors Warpen Ljusne Mora Strömsbro Vansbro Almtuna Enköping Österåker Nynäshamn IFK Stockholm, Lidingö, Mälarhöjden, Nacka, Skuru, Sundbyberg og Traneberg Väsby Avesta Bångbro Fagersta Arboga Westmannia Ludvika Morgårdshammar Skultuna Striberg Surahamm. Deje Forshaga Grums Karlskoga Bofors Munkfors Viking Mariestad Nor Tibro Uddeholm Kenty Remo Flen Husqvarna IFK Norrköping IK Sleipner Terra Nyköping Tranås Vättersnäs Bäcken GAIS Troja Norraham. Norrby Oskarshamn Rögle Skillingaryd Taberg Tingsryd Växjö Öster |
|                            |                            | Tranebergs IF              | Stockholm                  | Boden Clemensnäs Gällivare Glommersträsk Bjurfors IFK Kiruna Kiruna AIF Luleå Malmberget Malå Medle Piteå Bjästa Sundsvall Heffners/Ortviken Nyland Strömsund Järved Kramfors Sandåkern Teg Vännäs Alfta Falun Gävle Godtemplare Hemsta Hofors Warpen Ljusne Mora Strömsbro Vansbro Almtuna Enköping Österåker Nynäshamn IFK Stockholm, Lidingö, Mälarhöjden, Nacka, Skuru, Sundbyberg og Traneberg Väsby Avesta Bångbro Fagersta Arboga Westmannia Ludvika Morgårdshammar Skultuna Striberg Surahamm. Deje Forshaga Grums Karlskoga Bofors Munkfors Viking Mariestad Nor Tibro Uddeholm Kenty Remo Flen Husqvarna IFK Norrköping IK Sleipner Terra Nyköping Tranås Vättersnäs Bäcken GAIS Troja Norraham. Norrby Oskarshamn Rögle Skillingaryd Taberg Tingsryd Växjö Öster |
| Väsby IK                   | Upplands Väsby             |                            |                            | Boden Clemensnäs Gällivare Glommersträsk Bjurfors IFK Kiruna Kiruna AIF Luleå Malmberget Malå Medle Piteå Bjästa Sundsvall Heffners/Ortviken Nyland Strömsund Järved Kramfors Sandåkern Teg Vännäs Alfta Falun Gävle Godtemplare Hemsta Hofors Warpen Ljusne Mora Strömsbro Vansbro Almtuna Enköping Österåker Nynäshamn IFK Stockholm, Lidingö, Mälarhöjden, Nacka, Skuru, Sundbyberg og Traneberg Väsby Avesta Bångbro Fagersta Arboga Westmannia Ludvika Morgårdshammar Skultuna Striberg Surahamm. Deje Forshaga Grums Karlskoga Bofors Munkfors Viking Mariestad Nor Tibro Uddeholm Kenty Remo Flen Husqvarna IFK Norrköping IK Sleipner Terra Nyköping Tranås Vättersnäs Bäcken GAIS Troja Norraham. Norrby Oskarshamn Rögle Skillingaryd Taberg Tingsryd Växjö Öster |
| Vest                       |                            |                            |                            | Boden Clemensnäs Gällivare Glommersträsk Bjurfors IFK Kiruna Kiruna AIF Luleå Malmberget Malå Medle Piteå Bjästa Sundsvall Heffners/Ortviken Nyland Strömsund Järved Kramfors Sandåkern Teg Vännäs Alfta Falun Gävle Godtemplare Hemsta Hofors Warpen Ljusne Mora Strömsbro Vansbro Almtuna Enköping Österåker Nynäshamn IFK Stockholm, Lidingö, Mälarhöjden, Nacka, Skuru, Sundbyberg og Traneberg Väsby Avesta Bångbro Fagersta Arboga Westmannia Ludvika Morgårdshammar Skultuna Striberg Surahamm. Deje Forshaga Grums Karlskoga Bofors Munkfors Viking Mariestad Nor Tibro Uddeholm Kenty Remo Flen Husqvarna IFK Norrköping IK Sleipner Terra Nyköping Tranås Vättersnäs Bäcken GAIS Troja Norraham. Norrby Oskarshamn Rögle Skillingaryd Taberg Tingsryd Växjö Öster |
| Division II Vest A         | Division II Vest A         | Division II Vest B         | Division II Vest B         | Boden Clemensnäs Gällivare Glommersträsk Bjurfors IFK Kiruna Kiruna AIF Luleå Malmberget Malå Medle Piteå Bjästa Sundsvall Heffners/Ortviken Nyland Strömsund Järved Kramfors Sandåkern Teg Vännäs Alfta Falun Gävle Godtemplare Hemsta Hofors Warpen Ljusne Mora Strömsbro Vansbro Almtuna Enköping Österåker Nynäshamn IFK Stockholm, Lidingö, Mälarhöjden, Nacka, Skuru, Sundbyberg og Traneberg Väsby Avesta Bångbro Fagersta Arboga Westmannia Ludvika Morgårdshammar Skultuna Striberg Surahamm. Deje Forshaga Grums Karlskoga Bofors Munkfors Viking Mariestad Nor Tibro Uddeholm Kenty Remo Flen Husqvarna IFK Norrköping IK Sleipner Terra Nyköping Tranås Vättersnäs Bäcken GAIS Troja Norraham. Norrby Oskarshamn Rögle Skillingaryd Taberg Tingsryd Växjö Öster |
| Avesta BK                  | Avesta                     | Deje IK                    | Deje                       | Boden Clemensnäs Gällivare Glommersträsk Bjurfors IFK Kiruna Kiruna AIF Luleå Malmberget Malå Medle Piteå Bjästa Sundsvall Heffners/Ortviken Nyland Strömsund Järved Kramfors Sandåkern Teg Vännäs Alfta Falun Gävle Godtemplare Hemsta Hofors Warpen Ljusne Mora Strömsbro Vansbro Almtuna Enköping Österåker Nynäshamn IFK Stockholm, Lidingö, Mälarhöjden, Nacka, Skuru, Sundbyberg og Traneberg Väsby Avesta Bångbro Fagersta Arboga Westmannia Ludvika Morgårdshammar Skultuna Striberg Surahamm. Deje Forshaga Grums Karlskoga Bofors Munkfors Viking Mariestad Nor Tibro Uddeholm Kenty Remo Flen Husqvarna IFK Norrköping IK Sleipner Terra Nyköping Tranås Vättersnäs Bäcken GAIS Troja Norraham. Norrby Oskarshamn Rögle Skillingaryd Taberg Tingsryd Växjö Öster |
| Bångbro IK                 | Kopparberg                 | Forshaga IF                | Forshaga                   | Boden Clemensnäs Gällivare Glommersträsk Bjurfors IFK Kiruna Kiruna AIF Luleå Malmberget Malå Medle Piteå Bjästa Sundsvall Heffners/Ortviken Nyland Strömsund Järved Kramfors Sandåkern Teg Vännäs Alfta Falun Gävle Godtemplare Hemsta Hofors Warpen Ljusne Mora Strömsbro Vansbro Almtuna Enköping Österåker Nynäshamn IFK Stockholm, Lidingö, Mälarhöjden, Nacka, Skuru, Sundbyberg og Traneberg Väsby Avesta Bångbro Fagersta Arboga Westmannia Ludvika Morgårdshammar Skultuna Striberg Surahamm. Deje Forshaga Grums Karlskoga Bofors Munkfors Viking Mariestad Nor Tibro Uddeholm Kenty Remo Flen Husqvarna IFK Norrköping IK Sleipner Terra Nyköping Tranås Vättersnäs Bäcken GAIS Troja Norraham. Norrby Oskarshamn Rögle Skillingaryd Taberg Tingsryd Växjö Öster |
| Fagersta AIK               | Fagersta                   | Grums IK                   | Grums                      | Boden Clemensnäs Gällivare Glommersträsk Bjurfors IFK Kiruna Kiruna AIF Luleå Malmberget Malå Medle Piteå Bjästa Sundsvall Heffners/Ortviken Nyland Strömsund Järved Kramfors Sandåkern Teg Vännäs Alfta Falun Gävle Godtemplare Hemsta Hofors Warpen Ljusne Mora Strömsbro Vansbro Almtuna Enköping Österåker Nynäshamn IFK Stockholm, Lidingö, Mälarhöjden, Nacka, Skuru, Sundbyberg og Traneberg Väsby Avesta Bångbro Fagersta Arboga Westmannia Ludvika Morgårdshammar Skultuna Striberg Surahamm. Deje Forshaga Grums Karlskoga Bofors Munkfors Viking Mariestad Nor Tibro Uddeholm Kenty Remo Flen Husqvarna IFK Norrköping IK Sleipner Terra Nyköping Tranås Vättersnäs Bäcken GAIS Troja Norraham. Norrby Oskarshamn Rögle Skillingaryd Taberg Tingsryd Växjö Öster |
| IFK Arboga                 | Arboga                     | IF Karlskoga/Bofors        | Karlskoga                  | Boden Clemensnäs Gällivare Glommersträsk Bjurfors IFK Kiruna Kiruna AIF Luleå Malmberget Malå Medle Piteå Bjästa Sundsvall Heffners/Ortviken Nyland Strömsund Järved Kramfors Sandåkern Teg Vännäs Alfta Falun Gävle Godtemplare Hemsta Hofors Warpen Ljusne Mora Strömsbro Vansbro Almtuna Enköping Österåker Nynäshamn IFK Stockholm, Lidingö, Mälarhöjden, Nacka, Skuru, Sundbyberg og Traneberg Väsby Avesta Bångbro Fagersta Arboga Westmannia Ludvika Morgårdshammar Skultuna Striberg Surahamm. Deje Forshaga Grums Karlskoga Bofors Munkfors Viking Mariestad Nor Tibro Uddeholm Kenty Remo Flen Husqvarna IFK Norrköping IK Sleipner Terra Nyköping Tranås Vättersnäs Bäcken GAIS Troja Norraham. Norrby Oskarshamn Rögle Skillingaryd Taberg Tingsryd Växjö Öster |
| IK Westmannia              | Köping                     | IFK Munkfors               | Munkfors                   | Boden Clemensnäs Gällivare Glommersträsk Bjurfors IFK Kiruna Kiruna AIF Luleå Malmberget Malå Medle Piteå Bjästa Sundsvall Heffners/Ortviken Nyland Strömsund Järved Kramfors Sandåkern Teg Vännäs Alfta Falun Gävle Godtemplare Hemsta Hofors Warpen Ljusne Mora Strömsbro Vansbro Almtuna Enköping Österåker Nynäshamn IFK Stockholm, Lidingö, Mälarhöjden, Nacka, Skuru, Sundbyberg og Traneberg Väsby Avesta Bångbro Fagersta Arboga Westmannia Ludvika Morgårdshammar Skultuna Striberg Surahamm. Deje Forshaga Grums Karlskoga Bofors Munkfors Viking Mariestad Nor Tibro Uddeholm Kenty Remo Flen Husqvarna IFK Norrköping IK Sleipner Terra Nyköping Tranås Vättersnäs Bäcken GAIS Troja Norraham. Norrby Oskarshamn Rögle Skillingaryd Taberg Tingsryd Växjö Öster |
| Ludvika FFI                | Ludvika                    | IK Viking                  | Hagfors                    | Boden Clemensnäs Gällivare Glommersträsk Bjurfors IFK Kiruna Kiruna AIF Luleå Malmberget Malå Medle Piteå Bjästa Sundsvall Heffners/Ortviken Nyland Strömsund Järved Kramfors Sandåkern Teg Vännäs Alfta Falun Gävle Godtemplare Hemsta Hofors Warpen Ljusne Mora Strömsbro Vansbro Almtuna Enköping Österåker Nynäshamn IFK Stockholm, Lidingö, Mälarhöjden, Nacka, Skuru, Sundbyberg og Traneberg Väsby Avesta Bångbro Fagersta Arboga Westmannia Ludvika Morgårdshammar Skultuna Striberg Surahamm. Deje Forshaga Grums Karlskoga Bofors Munkfors Viking Mariestad Nor Tibro Uddeholm Kenty Remo Flen Husqvarna IFK Norrköping IK Sleipner Terra Nyköping Tranås Vättersnäs Bäcken GAIS Troja Norraham. Norrby Oskarshamn Rögle Skillingaryd Taberg Tingsryd Växjö Öster |
| Morgårdshammars IF         | Smedjebacken               | Mariestads CK              | Mariestad                  | Boden Clemensnäs Gällivare Glommersträsk Bjurfors IFK Kiruna Kiruna AIF Luleå Malmberget Malå Medle Piteå Bjästa Sundsvall Heffners/Ortviken Nyland Strömsund Järved Kramfors Sandåkern Teg Vännäs Alfta Falun Gävle Godtemplare Hemsta Hofors Warpen Ljusne Mora Strömsbro Vansbro Almtuna Enköping Österåker Nynäshamn IFK Stockholm, Lidingö, Mälarhöjden, Nacka, Skuru, Sundbyberg og Traneberg Väsby Avesta Bångbro Fagersta Arboga Westmannia Ludvika Morgårdshammar Skultuna Striberg Surahamm. Deje Forshaga Grums Karlskoga Bofors Munkfors Viking Mariestad Nor Tibro Uddeholm Kenty Remo Flen Husqvarna IFK Norrköping IK Sleipner Terra Nyköping Tranås Vättersnäs Bäcken GAIS Troja Norraham. Norrby Oskarshamn Rögle Skillingaryd Taberg Tingsryd Växjö Öster |
| Skultuna IS                | Skultuna                   | Nor IK                     | Vålberg                    | Boden Clemensnäs Gällivare Glommersträsk Bjurfors IFK Kiruna Kiruna AIF Luleå Malmberget Malå Medle Piteå Bjästa Sundsvall Heffners/Ortviken Nyland Strömsund Järved Kramfors Sandåkern Teg Vännäs Alfta Falun Gävle Godtemplare Hemsta Hofors Warpen Ljusne Mora Strömsbro Vansbro Almtuna Enköping Österåker Nynäshamn IFK Stockholm, Lidingö, Mälarhöjden, Nacka, Skuru, Sundbyberg og Traneberg Väsby Avesta Bångbro Fagersta Arboga Westmannia Ludvika Morgårdshammar Skultuna Striberg Surahamm. Deje Forshaga Grums Karlskoga Bofors Munkfors Viking Mariestad Nor Tibro Uddeholm Kenty Remo Flen Husqvarna IFK Norrköping IK Sleipner Terra Nyköping Tranås Vättersnäs Bäcken GAIS Troja Norraham. Norrby Oskarshamn Rögle Skillingaryd Taberg Tingsryd Växjö Öster |
| Stribergs SK               | Striberg                   | Tibro IK                   | Tibro                      | Boden Clemensnäs Gällivare Glommersträsk Bjurfors IFK Kiruna Kiruna AIF Luleå Malmberget Malå Medle Piteå Bjästa Sundsvall Heffners/Ortviken Nyland Strömsund Järved Kramfors Sandåkern Teg Vännäs Alfta Falun Gävle Godtemplare Hemsta Hofors Warpen Ljusne Mora Strömsbro Vansbro Almtuna Enköping Österåker Nynäshamn IFK Stockholm, Lidingö, Mälarhöjden, Nacka, Skuru, Sundbyberg og Traneberg Väsby Avesta Bångbro Fagersta Arboga Westmannia Ludvika Morgårdshammar Skultuna Striberg Surahamm. Deje Forshaga Grums Karlskoga Bofors Munkfors Viking Mariestad Nor Tibro Uddeholm Kenty Remo Flen Husqvarna IFK Norrköping IK Sleipner Terra Nyköping Tranås Vättersnäs Bäcken GAIS Troja Norraham. Norrby Oskarshamn Rögle Skillingaryd Taberg Tingsryd Växjö Öster |
| Surahammars IF             | Surahammar                 | Uddeholms IF               | Uddeholm                   | Boden Clemensnäs Gällivare Glommersträsk Bjurfors IFK Kiruna Kiruna AIF Luleå Malmberget Malå Medle Piteå Bjästa Sundsvall Heffners/Ortviken Nyland Strömsund Järved Kramfors Sandåkern Teg Vännäs Alfta Falun Gävle Godtemplare Hemsta Hofors Warpen Ljusne Mora Strömsbro Vansbro Almtuna Enköping Österåker Nynäshamn IFK Stockholm, Lidingö, Mälarhöjden, Nacka, Skuru, Sundbyberg og Traneberg Väsby Avesta Bångbro Fagersta Arboga Westmannia Ludvika Morgårdshammar Skultuna Striberg Surahamm. Deje Forshaga Grums Karlskoga Bofors Munkfors Viking Mariestad Nor Tibro Uddeholm Kenty Remo Flen Husqvarna IFK Norrköping IK Sleipner Terra Nyköping Tranås Vättersnäs Bäcken GAIS Troja Norraham. Norrby Oskarshamn Rögle Skillingaryd Taberg Tingsryd Växjö Öster |
| Syd                        |                            |                            |                            | Boden Clemensnäs Gällivare Glommersträsk Bjurfors IFK Kiruna Kiruna AIF Luleå Malmberget Malå Medle Piteå Bjästa Sundsvall Heffners/Ortviken Nyland Strömsund Järved Kramfors Sandåkern Teg Vännäs Alfta Falun Gävle Godtemplare Hemsta Hofors Warpen Ljusne Mora Strömsbro Vansbro Almtuna Enköping Österåker Nynäshamn IFK Stockholm, Lidingö, Mälarhöjden, Nacka, Skuru, Sundbyberg og Traneberg Väsby Avesta Bångbro Fagersta Arboga Westmannia Ludvika Morgårdshammar Skultuna Striberg Surahamm. Deje Forshaga Grums Karlskoga Bofors Munkfors Viking Mariestad Nor Tibro Uddeholm Kenty Remo Flen Husqvarna IFK Norrköping IK Sleipner Terra Nyköping Tranås Vättersnäs Bäcken GAIS Troja Norraham. Norrby Oskarshamn Rögle Skillingaryd Taberg Tingsryd Växjö Öster |
| Division II Syd A          | Division II Syd A          | Division II Syd B          | Division II Syd B          | Boden Clemensnäs Gällivare Glommersträsk Bjurfors IFK Kiruna Kiruna AIF Luleå Malmberget Malå Medle Piteå Bjästa Sundsvall Heffners/Ortviken Nyland Strömsund Järved Kramfors Sandåkern Teg Vännäs Alfta Falun Gävle Godtemplare Hemsta Hofors Warpen Ljusne Mora Strömsbro Vansbro Almtuna Enköping Österåker Nynäshamn IFK Stockholm, Lidingö, Mälarhöjden, Nacka, Skuru, Sundbyberg og Traneberg Väsby Avesta Bångbro Fagersta Arboga Westmannia Ludvika Morgårdshammar Skultuna Striberg Surahamm. Deje Forshaga Grums Karlskoga Bofors Munkfors Viking Mariestad Nor Tibro Uddeholm Kenty Remo Flen Husqvarna IFK Norrköping IK Sleipner Terra Nyköping Tranås Vättersnäs Bäcken GAIS Troja Norraham. Norrby Oskarshamn Rögle Skillingaryd Taberg Tingsryd Växjö Öster |
| BK Kenty                   | Linköping                  | BK Bäcken                  | Göteborg                   | Boden Clemensnäs Gällivare Glommersträsk Bjurfors IFK Kiruna Kiruna AIF Luleå Malmberget Malå Medle Piteå Bjästa Sundsvall Heffners/Ortviken Nyland Strömsund Järved Kramfors Sandåkern Teg Vännäs Alfta Falun Gävle Godtemplare Hemsta Hofors Warpen Ljusne Mora Strömsbro Vansbro Almtuna Enköping Österåker Nynäshamn IFK Stockholm, Lidingö, Mälarhöjden, Nacka, Skuru, Sundbyberg og Traneberg Väsby Avesta Bångbro Fagersta Arboga Westmannia Ludvika Morgårdshammar Skultuna Striberg Surahamm. Deje Forshaga Grums Karlskoga Bofors Munkfors Viking Mariestad Nor Tibro Uddeholm Kenty Remo Flen Husqvarna IFK Norrköping IK Sleipner Terra Nyköping Tranås Vättersnäs Bäcken GAIS Troja Norraham. Norrby Oskarshamn Rögle Skillingaryd Taberg Tingsryd Växjö Öster |
| BK Remo                    | Södertälje                 | GAIS                       | Göteborg                   | Boden Clemensnäs Gällivare Glommersträsk Bjurfors IFK Kiruna Kiruna AIF Luleå Malmberget Malå Medle Piteå Bjästa Sundsvall Heffners/Ortviken Nyland Strömsund Järved Kramfors Sandåkern Teg Vännäs Alfta Falun Gävle Godtemplare Hemsta Hofors Warpen Ljusne Mora Strömsbro Vansbro Almtuna Enköping Österåker Nynäshamn IFK Stockholm, Lidingö, Mälarhöjden, Nacka, Skuru, Sundbyberg og Traneberg Väsby Avesta Bångbro Fagersta Arboga Westmannia Ludvika Morgårdshammar Skultuna Striberg Surahamm. Deje Forshaga Grums Karlskoga Bofors Munkfors Viking Mariestad Nor Tibro Uddeholm Kenty Remo Flen Husqvarna IFK Norrköping IK Sleipner Terra Nyköping Tranås Vättersnäs Bäcken GAIS Troja Norraham. Norrby Oskarshamn Rögle Skillingaryd Taberg Tingsryd Växjö Öster |
| Flens IF                   | Flen                       | IF Troja                   | Ljungby                    | Boden Clemensnäs Gällivare Glommersträsk Bjurfors IFK Kiruna Kiruna AIF Luleå Malmberget Malå Medle Piteå Bjästa Sundsvall Heffners/Ortviken Nyland Strömsund Järved Kramfors Sandåkern Teg Vännäs Alfta Falun Gävle Godtemplare Hemsta Hofors Warpen Ljusne Mora Strömsbro Vansbro Almtuna Enköping Österåker Nynäshamn IFK Stockholm, Lidingö, Mälarhöjden, Nacka, Skuru, Sundbyberg og Traneberg Väsby Avesta Bångbro Fagersta Arboga Westmannia Ludvika Morgårdshammar Skultuna Striberg Surahamm. Deje Forshaga Grums Karlskoga Bofors Munkfors Viking Mariestad Nor Tibro Uddeholm Kenty Remo Flen Husqvarna IFK Norrköping IK Sleipner Terra Nyköping Tranås Vättersnäs Bäcken GAIS Troja Norraham. Norrby Oskarshamn Rögle Skillingaryd Taberg Tingsryd Växjö Öster |
| Husqvarna IF               | Jönköping                  | Norrahammars GIS           | Norrahammar                | Boden Clemensnäs Gällivare Glommersträsk Bjurfors IFK Kiruna Kiruna AIF Luleå Malmberget Malå Medle Piteå Bjästa Sundsvall Heffners/Ortviken Nyland Strömsund Järved Kramfors Sandåkern Teg Vännäs Alfta Falun Gävle Godtemplare Hemsta Hofors Warpen Ljusne Mora Strömsbro Vansbro Almtuna Enköping Österåker Nynäshamn IFK Stockholm, Lidingö, Mälarhöjden, Nacka, Skuru, Sundbyberg og Traneberg Väsby Avesta Bångbro Fagersta Arboga Westmannia Ludvika Morgårdshammar Skultuna Striberg Surahamm. Deje Forshaga Grums Karlskoga Bofors Munkfors Viking Mariestad Nor Tibro Uddeholm Kenty Remo Flen Husqvarna IFK Norrköping IK Sleipner Terra Nyköping Tranås Vättersnäs Bäcken GAIS Troja Norraham. Norrby Oskarshamn Rögle Skillingaryd Taberg Tingsryd Växjö Öster |
| IFK Norrköping             | Norrköping                 | Norrby IK                  | Borås                      | Boden Clemensnäs Gällivare Glommersträsk Bjurfors IFK Kiruna Kiruna AIF Luleå Malmberget Malå Medle Piteå Bjästa Sundsvall Heffners/Ortviken Nyland Strömsund Järved Kramfors Sandåkern Teg Vännäs Alfta Falun Gävle Godtemplare Hemsta Hofors Warpen Ljusne Mora Strömsbro Vansbro Almtuna Enköping Österåker Nynäshamn IFK Stockholm, Lidingö, Mälarhöjden, Nacka, Skuru, Sundbyberg og Traneberg Väsby Avesta Bångbro Fagersta Arboga Westmannia Ludvika Morgårdshammar Skultuna Striberg Surahamm. Deje Forshaga Grums Karlskoga Bofors Munkfors Viking Mariestad Nor Tibro Uddeholm Kenty Remo Flen Husqvarna IFK Norrköping IK Sleipner Terra Nyköping Tranås Vättersnäs Bäcken GAIS Troja Norraham. Norrby Oskarshamn Rögle Skillingaryd Taberg Tingsryd Växjö Öster |
| IK Sleipner                | Norrköping                 | Oskarshamns AIK            | Oskarshamn                 | Boden Clemensnäs Gällivare Glommersträsk Bjurfors IFK Kiruna Kiruna AIF Luleå Malmberget Malå Medle Piteå Bjästa Sundsvall Heffners/Ortviken Nyland Strömsund Järved Kramfors Sandåkern Teg Vännäs Alfta Falun Gävle Godtemplare Hemsta Hofors Warpen Ljusne Mora Strömsbro Vansbro Almtuna Enköping Österåker Nynäshamn IFK Stockholm, Lidingö, Mälarhöjden, Nacka, Skuru, Sundbyberg og Traneberg Väsby Avesta Bångbro Fagersta Arboga Westmannia Ludvika Morgårdshammar Skultuna Striberg Surahamm. Deje Forshaga Grums Karlskoga Bofors Munkfors Viking Mariestad Nor Tibro Uddeholm Kenty Remo Flen Husqvarna IFK Norrköping IK Sleipner Terra Nyköping Tranås Vättersnäs Bäcken GAIS Troja Norraham. Norrby Oskarshamn Rögle Skillingaryd Taberg Tingsryd Växjö Öster |
| IK Terra                   | Linköping                  | Rögle BK                   | Ängelholm                  | Boden Clemensnäs Gällivare Glommersträsk Bjurfors IFK Kiruna Kiruna AIF Luleå Malmberget Malå Medle Piteå Bjästa Sundsvall Heffners/Ortviken Nyland Strömsund Järved Kramfors Sandåkern Teg Vännäs Alfta Falun Gävle Godtemplare Hemsta Hofors Warpen Ljusne Mora Strömsbro Vansbro Almtuna Enköping Österåker Nynäshamn IFK Stockholm, Lidingö, Mälarhöjden, Nacka, Skuru, Sundbyberg og Traneberg Väsby Avesta Bångbro Fagersta Arboga Westmannia Ludvika Morgårdshammar Skultuna Striberg Surahamm. Deje Forshaga Grums Karlskoga Bofors Munkfors Viking Mariestad Nor Tibro Uddeholm Kenty Remo Flen Husqvarna IFK Norrköping IK Sleipner Terra Nyköping Tranås Vättersnäs Bäcken GAIS Troja Norraham. Norrby Oskarshamn Rögle Skillingaryd Taberg Tingsryd Växjö Öster |
| Nyköpings BIS              | Nyköping                   | Skillingaryds IS           | Skillingaryd               | Boden Clemensnäs Gällivare Glommersträsk Bjurfors IFK Kiruna Kiruna AIF Luleå Malmberget Malå Medle Piteå Bjästa Sundsvall Heffners/Ortviken Nyland Strömsund Järved Kramfors Sandåkern Teg Vännäs Alfta Falun Gävle Godtemplare Hemsta Hofors Warpen Ljusne Mora Strömsbro Vansbro Almtuna Enköping Österåker Nynäshamn IFK Stockholm, Lidingö, Mälarhöjden, Nacka, Skuru, Sundbyberg og Traneberg Väsby Avesta Bångbro Fagersta Arboga Westmannia Ludvika Morgårdshammar Skultuna Striberg Surahamm. Deje Forshaga Grums Karlskoga Bofors Munkfors Viking Mariestad Nor Tibro Uddeholm Kenty Remo Flen Husqvarna IFK Norrköping IK Sleipner Terra Nyköping Tranås Vättersnäs Bäcken GAIS Troja Norraham. Norrby Oskarshamn Rögle Skillingaryd Taberg Tingsryd Växjö Öster |
| Tranås AIF                 | Tranås                     | Tabergs SK                 | Taberg                     | Boden Clemensnäs Gällivare Glommersträsk Bjurfors IFK Kiruna Kiruna AIF Luleå Malmberget Malå Medle Piteå Bjästa Sundsvall Heffners/Ortviken Nyland Strömsund Järved Kramfors Sandåkern Teg Vännäs Alfta Falun Gävle Godtemplare Hemsta Hofors Warpen Ljusne Mora Strömsbro Vansbro Almtuna Enköping Österåker Nynäshamn IFK Stockholm, Lidingö, Mälarhöjden, Nacka, Skuru, Sundbyberg og Traneberg Väsby Avesta Bångbro Fagersta Arboga Westmannia Ludvika Morgårdshammar Skultuna Striberg Surahamm. Deje Forshaga Grums Karlskoga Bofors Munkfors Viking Mariestad Nor Tibro Uddeholm Kenty Remo Flen Husqvarna IFK Norrköping IK Sleipner Terra Nyköping Tranås Vättersnäs Bäcken GAIS Troja Norraham. Norrby Oskarshamn Rögle Skillingaryd Taberg Tingsryd Växjö Öster |
| Vättersnäs IF              | Jönköping                  | Tingsryds AIF              | Tingsryd                   | Boden Clemensnäs Gällivare Glommersträsk Bjurfors IFK Kiruna Kiruna AIF Luleå Malmberget Malå Medle Piteå Bjästa Sundsvall Heffners/Ortviken Nyland Strömsund Järved Kramfors Sandåkern Teg Vännäs Alfta Falun Gävle Godtemplare Hemsta Hofors Warpen Ljusne Mora Strömsbro Vansbro Almtuna Enköping Österåker Nynäshamn IFK Stockholm, Lidingö, Mälarhöjden, Nacka, Skuru, Sundbyberg og Traneberg Väsby Avesta Bångbro Fagersta Arboga Westmannia Ludvika Morgårdshammar Skultuna Striberg Surahamm. Deje Forshaga Grums Karlskoga Bofors Munkfors Viking Mariestad Nor Tibro Uddeholm Kenty Remo Flen Husqvarna IFK Norrköping IK Sleipner Terra Nyköping Tranås Vättersnäs Bäcken GAIS Troja Norraham. Norrby Oskarshamn Rögle Skillingaryd Taberg Tingsryd Växjö Öster |
|                            |                            | Växjö IK                   | Växjö                      | Boden Clemensnäs Gällivare Glommersträsk Bjurfors IFK Kiruna Kiruna AIF Luleå Malmberget Malå Medle Piteå Bjästa Sundsvall Heffners/Ortviken Nyland Strömsund Järved Kramfors Sandåkern Teg Vännäs Alfta Falun Gävle Godtemplare Hemsta Hofors Warpen Ljusne Mora Strömsbro Vansbro Almtuna Enköping Österåker Nynäshamn IFK Stockholm, Lidingö, Mälarhöjden, Nacka, Skuru, Sundbyberg og Traneberg Väsby Avesta Bångbro Fagersta Arboga Westmannia Ludvika Morgårdshammar Skultuna Striberg Surahamm. Deje Forshaga Grums Karlskoga Bofors Munkfors Viking Mariestad Nor Tibro Uddeholm Kenty Remo Flen Husqvarna IFK Norrköping IK Sleipner Terra Nyköping Tranås Vättersnäs Bäcken GAIS Troja Norraham. Norrby Oskarshamn Rögle Skillingaryd Taberg Tingsryd Växjö Öster |
| Östers IF                  | Växjö                      |                            |                            | Boden Clemensnäs Gällivare Glommersträsk Bjurfors IFK Kiruna Kiruna AIF Luleå Malmberget Malå Medle Piteå Bjästa Sundsvall Heffners/Ortviken Nyland Strömsund Järved Kramfors Sandåkern Teg Vännäs Alfta Falun Gävle Godtemplare Hemsta Hofors Warpen Ljusne Mora Strömsbro Vansbro Almtuna Enköping Österåker Nynäshamn IFK Stockholm, Lidingö, Mälarhöjden, Nacka, Skuru, Sundbyberg og Traneberg Väsby Avesta Bångbro Fagersta Arboga Westmannia Ludvika Morgårdshammar Skultuna Striberg Surahamm. Deje Forshaga Grums Karlskoga Bofors Munkfors Viking Mariestad Nor Tibro Uddeholm Kenty Remo Flen Husqvarna IFK Norrköping IK Sleipner Terra Nyköping Tranås Vättersnäs Bäcken GAIS Troja Norraham. Norrby Oskarshamn Rögle Skillingaryd Taberg Tingsryd Växjö Öster |

## Nord

### Division II Nord A
| \| Nr \| Hold \| K \| V \| U \| T \| Mf \| \| Mi \| +/- \| P \| \| -- \| -------------------- \| -- \| -- \| - \| -- \| --- \| - \| --- \| --- \| ------------------------------------ \| \| 1 \| Clemensnäs IF \| 22 \| 18 \| 1 \| 3 \| 125 \| – \| 50 \| +75 \| 37Oprykningsspil \| \| 2 \| IFK Kiruna \| 22 \| 17 \| 2 \| 3 \| 121 \| – \| 50 \| +71 \| 36 \| \| 3 \| Kiruna AIF \| 22 \| 15 \| 2 \| 5 \| 108 \| – \| 72 \| +36 \| 32 \| \| 4 \| Medle SK (O) \| 22 \| 13 \| 4 \| 5 \| 99 \| – \| 72 \| +27 \| 30 \| \| 5 \| Bodens BK \| 22 \| 13 \| 1 \| 8 \| 103 \| – \| 106 \| −3 \| 27 \| \| 6 \| Glommersträsk IF (O) \| 22 \| 11 \| 3 \| 8 \| 80 \| – \| 78 \| +2 \| 25 \| \| 7 \| Malmbergets AIF \| 22 \| 9 \| 2 \| 11 \| 85 \| – \| 80 \| +5 \| 20 \| \| 8 \| IFK Luleå (O) \| 22 \| 8 \| 1 \| 13 \| 79 \| – \| 97 \| −18 \| 17 \| \| 9 \| Piteå IF \| 22 \| 6 \| 5 \| 11 \| 63 \| – \| 87 \| −24 \| 17 \| \| 10 \| IFK Bjurfors (O) \| 22 \| 6 \| 3 \| 13 \| 62 \| – \| 94 \| −32 \| 15 \| \| 11 \| Gällivare SK \| 22 \| 3 \| 0 \| 19 \| 56 \| – \| 112 \| −56 \| 6Nedrykning til Division III 1966-67 \| \| 12 \| Malå IF (O) \| 22 \| 0 \| 2 \| 20 \| 42 \| – \| 114 \| −72 \| 2Nedrykning til Division III 1966-67 \| K: Kampe spillet, V: Vundne kampe, U: Uafgjorte kampe, T: Tabte kampe, Mf: Mål for, Mi: Mål imod, +/-: Måldifference, P: Point |                      |    |    |   |    |     |   |     |     |                                      |
| Nr | Hold                 | K  | V  | U | T  | Mf  |   | Mi  | +/- | P                                    |
| 1 | Clemensnäs IF        | 22 | 18 | 1 | 3  | 125 | – | 50  | +75 | 37Oprykningsspil                     |
| 2 | IFK Kiruna           | 22 | 17 | 2 | 3  | 121 | – | 50  | +71 | 36                                   |
| 3 | Kiruna AIF           | 22 | 15 | 2 | 5  | 108 | – | 72  | +36 | 32                                   |
| 4 | Medle SK (O)         | 22 | 13 | 4 | 5  | 99  | – | 72  | +27 | 30                                   |
| 5 | Bodens BK            | 22 | 13 | 1 | 8  | 103 | – | 106 | −3  | 27                                   |
| 6 | Glommersträsk IF (O) | 22 | 11 | 3 | 8  | 80  | – | 78  | +2  | 25                                   |
| 7 | Malmbergets AIF      | 22 | 9  | 2 | 11 | 85  | – | 80  | +5  | 20                                   |
| 8 | IFK Luleå (O)        | 22 | 8  | 1 | 13 | 79  | – | 97  | −18 | 17                                   |
| 9 | Piteå IF             | 22 | 6  | 5 | 11 | 63  | – | 87  | −24 | 17                                   |
| 10 | IFK Bjurfors (O)     | 22 | 6  | 3 | 13 | 62  | – | 94  | −32 | 15                                   |
| 11 | Gällivare SK         | 22 | 3  | 0 | 19 | 56  | – | 112 | −56 | 6Nedrykning til Division III 1966-67 |
| 12 | Malå IF (O)          | 22 | 0  | 2 | 20 | 42  | – | 114 | −72 | 2Nedrykning til Division III 1966-67 |

### Division II Nord B
| \| Nr \| Hold \| K \| V \| U \| T \| Mf \| \| Mi \| +/- \| P \| \| -- \| --------------------- \| -- \| -- \| - \| -- \| -- \| - \| --- \| --- \| ------------------------------------ \| \| 1 \| Tegs SK \| 18 \| 14 \| 0 \| 4 \| 92 \| – \| 38 \| +54 \| 28Oprykningsspil \| \| 2 \| IFK Nyland \| 18 \| 11 \| 4 \| 3 \| 78 \| – \| 55 \| +23 \| 26 \| \| 3 \| Heffners/Ortvikens IF \| 18 \| 12 \| 1 \| 5 \| 82 \| – \| 54 \| +28 \| 25 \| \| 4 \| Järveds IF \| 18 \| 11 \| 2 \| 5 \| 81 \| – \| 57 \| +24 \| 24 \| \| 5 \| Sandåkerns SK \| 18 \| 11 \| 1 \| 6 \| 89 \| – \| 66 \| +23 \| 23 \| \| 6 \| Bjästa IF \| 18 \| 11 \| 0 \| 7 \| 60 \| – \| 49 \| +11 \| 22 \| \| 7 \| GIF Sundsvall (O) \| 18 \| 7 \| 1 \| 10 \| 66 \| – \| 79 \| −13 \| 15 \| \| 8 \| Kramfors IF (O) \| 18 \| 3 \| 1 \| 14 \| 39 \| – \| 106 \| −67 \| 7 \| \| 9 \| IFK Strömsund \| 18 \| 2 \| 2 \| 14 \| 60 \| – \| 104 \| −44 \| 6Nedrykning til Division III 1966-67 \| \| 10 \| Vännäs AIK \| 18 \| 1 \| 2 \| 15 \| 46 \| – \| 85 \| −39 \| 4Nedrykning til Division III 1966-67 \| K: Kampe spillet, V: Vundne kampe, U: Uafgjorte kampe, T: Tabte kampe, Mf: Mål for, Mi: Mål imod, +/-: Måldifference, P: Point |                       |    |    |   |    |    |   |     |     |                                      |
| Nr | Hold                  | K  | V  | U | T  | Mf |   | Mi  | +/- | P                                    |
| 1 | Tegs SK               | 18 | 14 | 0 | 4  | 92 | – | 38  | +54 | 28Oprykningsspil                     |
| 2 | IFK Nyland            | 18 | 11 | 4 | 3  | 78 | – | 55  | +23 | 26                                   |
| 3 | Heffners/Ortvikens IF | 18 | 12 | 1 | 5  | 82 | – | 54  | +28 | 25                                   |
| 4 | Järveds IF            | 18 | 11 | 2 | 5  | 81 | – | 57  | +24 | 24                                   |
| 5 | Sandåkerns SK         | 18 | 11 | 1 | 6  | 89 | – | 66  | +23 | 23                                   |
| 6 | Bjästa IF             | 18 | 11 | 0 | 7  | 60 | – | 49  | +11 | 22                                   |
| 7 | GIF Sundsvall (O)     | 18 | 7  | 1 | 10 | 66 | – | 79  | −13 | 15                                   |
| 8 | Kramfors IF (O)       | 18 | 3  | 1 | 14 | 39 | – | 106 | −67 | 7                                    |
| 9 | IFK Strömsund         | 18 | 2  | 2 | 14 | 60 | – | 104 | −44 | 6Nedrykning til Division III 1966-67 |
| 10 | Vännäs AIK            | 18 | 1  | 2 | 15 | 46 | – | 85  | −39 | 4Nedrykning til Division III 1966-67 |

## Øst

### Division II Øst A
| \| Nr \| Hold \| K \| V \| U \| T \| Mf \| \| Mi \| +/- \| P \| \| -- \| --------------------- \| -- \| -- \| - \| -- \| --- \| - \| --- \| ---- \| ------------------------------------ \| \| 1 \| Mora IK (N) \| 18 \| 18 \| 0 \| 0 \| 133 \| – \| 31 \| +102 \| 36Oprykningsspil \| \| 2 \| Strömsbro IF (N) \| 18 \| 14 \| 0 \| 4 \| 81 \| – \| 49 \| +32 \| 28 \| \| 3 \| Ljusne AIK \| 18 \| 13 \| 1 \| 4 \| 85 \| – \| 43 \| +42 \| 27 \| \| 4 \| Gävle Godtemplares IK \| 18 \| 12 \| 1 \| 5 \| 66 \| – \| 39 \| +27 \| 25 \| \| 5 \| Alfta GIF (O) \| 18 \| 9 \| 0 \| 9 \| 59 \| – \| 60 \| −1 \| 18 \| \| 6 \| Hofors IK (O) \| 18 \| 7 \| 2 \| 9 \| 58 \| – \| 66 \| −8 \| 16 \| \| 7 \| Vansbro AIK (O) \| 18 \| 6 \| 1 \| 11 \| 54 \| – \| 85 \| −31 \| 13 \| \| 8 \| IK Warpen \| 18 \| 3 \| 2 \| 13 \| 41 \| – \| 86 \| −45 \| 8 \| \| 9 \| Falu BS \| 18 \| 3 \| 1 \| 14 \| 55 \| – \| 100 \| −45 \| 7Nedrykning til Division III 1966-67 \| \| 10 \| Hemsta IF \| 18 \| 1 \| 0 \| 17 \| 31 \| – \| 104 \| −73 \| 2Nedrykning til Division III 1966-67 \| K: Kampe spillet, V: Vundne kampe, U: Uafgjorte kampe, T: Tabte kampe, Mf: Mål for, Mi: Mål imod, +/-: Måldifference, P: Point |                       |    |    |   |    |     |   |     |      |                                      |
| Nr | Hold                  | K  | V  | U | T  | Mf  |   | Mi  | +/-  | P                                    |
| 1 | Mora IK (N)           | 18 | 18 | 0 | 0  | 133 | – | 31  | +102 | 36Oprykningsspil                     |
| 2 | Strömsbro IF (N)      | 18 | 14 | 0 | 4  | 81  | – | 49  | +32  | 28                                   |
| 3 | Ljusne AIK            | 18 | 13 | 1 | 4  | 85  | – | 43  | +42  | 27                                   |
| 4 | Gävle Godtemplares IK | 18 | 12 | 1 | 5  | 66  | – | 39  | +27  | 25                                   |
| 5 | Alfta GIF (O)         | 18 | 9  | 0 | 9  | 59  | – | 60  | −1   | 18                                   |
| 6 | Hofors IK (O)         | 18 | 7  | 2 | 9  | 58  | – | 66  | −8   | 16                                   |
| 7 | Vansbro AIK (O)       | 18 | 6  | 1 | 11 | 54  | – | 85  | −31  | 13                                   |
| 8 | IK Warpen             | 18 | 3  | 2 | 13 | 41  | – | 86  | −45  | 8                                    |
| 9 | Falu BS               | 18 | 3  | 1 | 14 | 55  | – | 100 | −45  | 7Nedrykning til Division III 1966-67 |
| 10 | Hemsta IF             | 18 | 1  | 0 | 17 | 31  | – | 104 | −73  | 2Nedrykning til Division III 1966-67 |

### Division II Øst B
| \| Nr \| Hold \| K \| V \| U \| T \| Mf \| \| Mi \| +/- \| P \| \| -- \| ----------------- \| -- \| -- \| - \| -- \| --- \| - \| --- \| --- \| ------------------------------------- \| \| 1 \| Tranebergs IF \| 22 \| 18 \| 1 \| 3 \| 118 \| – \| 50 \| +68 \| 37Oprykningsspil \| \| 2 \| Sundbybergs IK \| 22 \| 15 \| 2 \| 5 \| 93 \| – \| 52 \| +41 \| 32 \| \| 3 \| Almtuna IS \| 22 \| 14 \| 2 \| 6 \| 107 \| – \| 65 \| +42 \| 30 \| \| 4 \| IFK Stockholm \| 22 \| 12 \| 3 \| 7 \| 108 \| – \| 73 \| +35 \| 27 \| \| 5 \| Nacka SK \| 22 \| 12 \| 2 \| 8 \| 99 \| – \| 74 \| +25 \| 26 \| \| 6 \| Väsby IK (O) \| 22 \| 9 \| 3 \| 10 \| 66 \| – \| 82 \| −16 \| 21 \| \| 7 \| Mälarhöjdens IK \| 22 \| 7 \| 4 \| 11 \| 68 \| – \| 89 \| −21 \| 18 \| \| 8 \| IFK Lidingö \| 22 \| 8 \| 1 \| 13 \| 78 \| – \| 91 \| −13 \| 17 \| \| 9 \| Skuru IK \| 22 \| 6 \| 5 \| 11 \| 60 \| – \| 87 \| −27 \| 17 \| \| 10 \| Enköpings SK (O) \| 22 \| 7 \| 2 \| 13 \| 61 \| – \| 102 \| −41 \| 16 \| \| 11 \| IFK Österåker (O) \| 22 \| 5 \| 2 \| 15 \| 52 \| – \| 103 \| −51 \| 12Nedrykning til Division III 1966-67 \| \| 12 \| Nynäshamns IF (O) \| 22 \| 4 \| 3 \| 15 \| 80 \| – \| 122 \| −42 \| 11Nedrykning til Division III 1966-67 \| K: Kampe spillet, V: Vundne kampe, U: Uafgjorte kampe, T: Tabte kampe, Mf: Mål for, Mi: Mål imod, +/-: Måldifference, P: Point |                   |    |    |   |    |     |   |     |     |                                       |
| Nr | Hold              | K  | V  | U | T  | Mf  |   | Mi  | +/- | P                                     |
| 1 | Tranebergs IF     | 22 | 18 | 1 | 3  | 118 | – | 50  | +68 | 37Oprykningsspil                      |
| 2 | Sundbybergs IK    | 22 | 15 | 2 | 5  | 93  | – | 52  | +41 | 32                                    |
| 3 | Almtuna IS        | 22 | 14 | 2 | 6  | 107 | – | 65  | +42 | 30                                    |
| 4 | IFK Stockholm     | 22 | 12 | 3 | 7  | 108 | – | 73  | +35 | 27                                    |
| 5 | Nacka SK          | 22 | 12 | 2 | 8  | 99  | – | 74  | +25 | 26                                    |
| 6 | Väsby IK (O)      | 22 | 9  | 3 | 10 | 66  | – | 82  | −16 | 21                                    |
| 7 | Mälarhöjdens IK   | 22 | 7  | 4 | 11 | 68  | – | 89  | −21 | 18                                    |
| 8 | IFK Lidingö       | 22 | 8  | 1 | 13 | 78  | – | 91  | −13 | 17                                    |
| 9 | Skuru IK          | 22 | 6  | 5 | 11 | 60  | – | 87  | −27 | 17                                    |
| 10 | Enköpings SK (O)  | 22 | 7  | 2 | 13 | 61  | – | 102 | −41 | 16                                    |
| 11 | IFK Österåker (O) | 22 | 5  | 2 | 15 | 52  | – | 103 | −51 | 12Nedrykning til Division III 1966-67 |
| 12 | Nynäshamns IF (O) | 22 | 4  | 3 | 15 | 80  | – | 122 | −42 | 11Nedrykning til Division III 1966-67 |

## Vest

### Division II Vest A
| \| Nr \| Hold \| K \| V \| U \| T \| Mf \| \| Mi \| +/- \| P \| \| -- \| ------------------ \| -- \| -- \| - \| -- \| --- \| - \| --- \| ---- \| ------------------------------------ \| \| 1 \| Avesta BK \| 18 \| 16 \| 1 \| 1 \| 148 \| – \| 36 \| +112 \| 33Oprykningsspil \| \| 2 \| Fagersta AIK \| 18 \| 15 \| 2 \| 1 \| 114 \| – \| 36 \| +78 \| 32 \| \| 3 \| Morgårdshammars IF \| 18 \| 11 \| 2 \| 5 \| 118 \| – \| 56 \| +62 \| 24 \| \| 4 \| IFK Arboga \| 18 \| 9 \| 1 \| 8 \| 76 \| – \| 71 \| +5 \| 19 \| \| 5 \| Skultuna IS (O) \| 18 \| 7 \| 5 \| 6 \| 74 \| – \| 85 \| −11 \| 19 \| \| 6 \| Surahammars IF \| 18 \| 7 \| 3 \| 8 \| 70 \| – \| 87 \| −17 \| 17 \| \| 7 \| Ludvika FFI \| 18 \| 6 \| 3 \| 9 \| 54 \| – \| 85 \| −31 \| 15 \| \| 8 \| IK Westmannia \| 18 \| 3 \| 5 \| 10 \| 60 \| – \| 92 \| −32 \| 11 \| \| 9 \| Bångbro IK \| 18 \| 3 \| 1 \| 14 \| 37 \| – \| 111 \| −74 \| 7Nedrykning til Division III 1966-67 \| \| 10 \| Stribergs SK (O) \| 18 \| 0 \| 3 \| 15 \| 46 \| – \| 98 \| −52 \| 3Nedrykning til Division III 1966-67 \| K: Kampe spillet, V: Vundne kampe, U: Uafgjorte kampe, T: Tabte kampe, Mf: Mål for, Mi: Mål imod, +/-: Måldifference, P: Point |                    |    |    |   |    |     |   |     |      |                                      |
| Nr | Hold               | K  | V  | U | T  | Mf  |   | Mi  | +/-  | P                                    |
| 1 | Avesta BK          | 18 | 16 | 1 | 1  | 148 | – | 36  | +112 | 33Oprykningsspil                     |
| 2 | Fagersta AIK       | 18 | 15 | 2 | 1  | 114 | – | 36  | +78  | 32                                   |
| 3 | Morgårdshammars IF | 18 | 11 | 2 | 5  | 118 | – | 56  | +62  | 24                                   |
| 4 | IFK Arboga         | 18 | 9  | 1 | 8  | 76  | – | 71  | +5   | 19                                   |
| 5 | Skultuna IS (O)    | 18 | 7  | 5 | 6  | 74  | – | 85  | −11  | 19                                   |
| 6 | Surahammars IF     | 18 | 7  | 3 | 8  | 70  | – | 87  | −17  | 17                                   |
| 7 | Ludvika FFI        | 18 | 6  | 3 | 9  | 54  | – | 85  | −31  | 15                                   |
| 8 | IK Westmannia      | 18 | 3  | 5 | 10 | 60  | – | 92  | −32  | 11                                   |
| 9 | Bångbro IK         | 18 | 3  | 1 | 14 | 37  | – | 111 | −74  | 7Nedrykning til Division III 1966-67 |
| 10 | Stribergs SK (O)   | 18 | 0  | 3 | 15 | 46  | – | 98  | −52  | 3Nedrykning til Division III 1966-67 |

### Division II Vest B
| \| Nr \| Hold \| K \| V \| U \| T \| Mf \| \| Mi \| +/- \| P \| \| -- \| ------------------- \| -- \| -- \| - \| -- \| --- \| - \| --- \| ---- \| ------------------------------------- \| \| 1 \| IF Karlskoga/Bofors \| 18 \| 17 \| 0 \| 1 \| 139 \| – \| 35 \| +104 \| 34Oprykningsspil \| \| 2 \| IK Viking (N) \| 18 \| 16 \| 1 \| 1 \| 121 \| – \| 50 \| +71 \| 33 \| \| 3 \| Grums IK (N) \| 18 \| 10 \| 1 \| 7 \| 81 \| – \| 74 \| +7 \| 21 \| \| 4 \| Forshaga IF \| 18 \| 10 \| 1 \| 7 \| 79 \| – \| 74 \| +5 \| 21 \| \| 5 \| Uddeholms IF \| 18 \| 9 \| 2 \| 7 \| 80 \| – \| 75 \| +5 \| 20 \| \| 6 \| Deje IK (O) \| 18 \| 6 \| 2 \| 10 \| 65 \| – \| 77 \| −12 \| 14 \| \| 7 \| IFK Munkfors \| 18 \| 6 \| 0 \| 12 \| 65 \| – \| 95 \| −30 \| 12 \| \| 8 \| Mariestads CK \| 18 \| 5 \| 1 \| 12 \| 63 \| – \| 94 \| −31 \| 11 \| \| 9 \| Nor IK (O) \| 18 \| 5 \| 0 \| 13 \| 56 \| – \| 102 \| −46 \| 10Nedrykning til Division III 1966-67 \| \| 10 \| Tibro IK (O) \| 18 \| 1 \| 2 \| 15 \| 43 \| – \| 154 \| −111 \| 4Nedrykning til Division III 1966-67 \| K: Kampe spillet, V: Vundne kampe, U: Uafgjorte kampe, T: Tabte kampe, Mf: Mål for, Mi: Mål imod, +/-: Måldifference, P: Point |                     |    |    |   |    |     |   |     |      |                                       |
| Nr | Hold                | K  | V  | U | T  | Mf  |   | Mi  | +/-  | P                                     |
| 1 | IF Karlskoga/Bofors | 18 | 17 | 0 | 1  | 139 | – | 35  | +104 | 34Oprykningsspil                      |
| 2 | IK Viking (N)       | 18 | 16 | 1 | 1  | 121 | – | 50  | +71  | 33                                    |
| 3 | Grums IK (N)        | 18 | 10 | 1 | 7  | 81  | – | 74  | +7   | 21                                    |
| 4 | Forshaga IF         | 18 | 10 | 1 | 7  | 79  | – | 74  | +5   | 21                                    |
| 5 | Uddeholms IF        | 18 | 9  | 2 | 7  | 80  | – | 75  | +5   | 20                                    |
| 6 | Deje IK (O)         | 18 | 6  | 2 | 10 | 65  | – | 77  | −12  | 14                                    |
| 7 | IFK Munkfors        | 18 | 6  | 0 | 12 | 65  | – | 95  | −30  | 12                                    |
| 8 | Mariestads CK       | 18 | 5  | 1 | 12 | 63  | – | 94  | −31  | 11                                    |
| 9 | Nor IK (O)          | 18 | 5  | 0 | 13 | 56  | – | 102 | −46  | 10Nedrykning til Division III 1966-67 |
| 10 | Tibro IK (O)        | 18 | 1  | 2 | 15 | 43  | – | 154 | −111 | 4Nedrykning til Division III 1966-67  |

## Syd

### Division II Syd A
| \| Nr \| Hold \| K \| V \| U \| T \| Mf \| \| Mi \| +/- \| P \| \| -- \| -------------- \| -- \| -- \| - \| -- \| --- \| - \| --- \| ---- \| ------------------------------------- \| \| 1 \| Husqvarna IF \| 18 \| 14 \| 0 \| 4 \| 98 \| – \| 56 \| +42 \| 28Oprykningsspil \| \| 2 \| BK Kenty \| 18 \| 11 \| 4 \| 3 \| 88 \| – \| 54 \| +34 \| 26 \| \| 3 \| Tranås AIF \| 18 \| 10 \| 4 \| 4 \| 103 \| – \| 68 \| +35 \| 24 \| \| 4 \| IFK Norrköping \| 18 \| 10 \| 3 \| 5 \| 76 \| – \| 64 \| +12 \| 23 \| \| 5 \| Vättersnäs IF \| 18 \| 9 \| 3 \| 6 \| 85 \| – \| 80 \| +5 \| 21 \| \| 6 \| BK Remo \| 18 \| 8 \| 2 \| 8 \| 86 \| – \| 78 \| +8 \| 18 \| \| 7 \| IK Sleipner \| 18 \| 6 \| 2 \| 10 \| 75 \| – \| 71 \| +4 \| 14 \| \| 8 \| Nyköpings BIS \| 18 \| 5 \| 3 \| 10 \| 77 \| – \| 85 \| −8 \| 13 \| \| 9 \| Flens IF (O) \| 18 \| 6 \| 1 \| 11 \| 46 \| – \| 72 \| −26 \| 13Nedrykning til Division III 1966-67 \| \| 10 \| IK Terra (O) \| 18 \| 0 \| 0 \| 18 \| 33 \| – \| 139 \| −106 \| 0Nedrykning til Division III 1966-67 \| K: Kampe spillet, V: Vundne kampe, U: Uafgjorte kampe, T: Tabte kampe, Mf: Mål for, Mi: Mål imod, +/-: Måldifference, P: Point |                |    |    |   |    |     |   |     |      |                                       |
| Nr | Hold           | K  | V  | U | T  | Mf  |   | Mi  | +/-  | P                                     |
| 1 | Husqvarna IF   | 18 | 14 | 0 | 4  | 98  | – | 56  | +42  | 28Oprykningsspil                      |
| 2 | BK Kenty       | 18 | 11 | 4 | 3  | 88  | – | 54  | +34  | 26                                    |
| 3 | Tranås AIF     | 18 | 10 | 4 | 4  | 103 | – | 68  | +35  | 24                                    |
| 4 | IFK Norrköping | 18 | 10 | 3 | 5  | 76  | – | 64  | +12  | 23                                    |
| 5 | Vättersnäs IF  | 18 | 9  | 3 | 6  | 85  | – | 80  | +5   | 21                                    |
| 6 | BK Remo        | 18 | 8  | 2 | 8  | 86  | – | 78  | +8   | 18                                    |
| 7 | IK Sleipner    | 18 | 6  | 2 | 10 | 75  | – | 71  | +4   | 14                                    |
| 8 | Nyköpings BIS  | 18 | 5  | 3 | 10 | 77  | – | 85  | −8   | 13                                    |
| 9 | Flens IF (O)   | 18 | 6  | 1 | 11 | 46  | – | 72  | −26  | 13Nedrykning til Division III 1966-67 |
| 10 | IK Terra (O)   | 18 | 0  | 0 | 18 | 33  | – | 139 | −106 | 0Nedrykning til Division III 1966-67  |

### Division II Syd B
| \| Nr \| Hold \| K \| V \| U \| T \| Mf \| \| Mi \| +/- \| P \| \| -- \| ------------------- \| -- \| -- \| - \| -- \| --- \| - \| --- \| ---- \| ------------------------------------- \| \| 1 \| Rögle BK (O) \| 22 \| 20 \| 0 \| 2 \| 190 \| – \| 39 \| +151 \| 40Oprykningsspil \| \| 2 \| Tingsryds AIF \| 22 \| 17 \| 0 \| 5 \| 137 \| – \| 50 \| +87 \| 34 \| \| 3 \| Norrahammars GIS \| 22 \| 14 \| 2 \| 6 \| 95 \| – \| 79 \| +16 \| 30 \| \| 4 \| Skillingaryds IS \| 22 \| 13 \| 3 \| 6 \| 99 \| – \| 102 \| −3 \| 29 \| \| 5 \| Östers IF \| 22 \| 11 \| 2 \| 9 \| 79 \| – \| 90 \| −11 \| 24 \| \| 6 \| Norrby IK \| 22 \| 11 \| 1 \| 10 \| 93 \| – \| 66 \| +27 \| 23 \| \| 7 \| IF Troja \| 22 \| 11 \| 1 \| 10 \| 93 \| – \| 93 \| 0 \| 23 \| \| 8 \| Oskarshamns AIK (O) \| 22 \| 8 \| 1 \| 13 \| 69 \| – \| 118 \| −49 \| 17 \| \| 9 \| Växjö IK \| 22 \| 7 \| 2 \| 13 \| 79 \| – \| 96 \| −17 \| 16 \| \| 10 \| GAIS \| 22 \| 7 \| 1 \| 14 \| 59 \| – \| 101 \| −42 \| 15Nedrykning til Division III 1966-67 \| \| 11 \| Tabergs SK (O) \| 22 \| 3 \| 1 \| 18 \| 74 \| – \| 167 \| −93 \| 7Nedrykning til Division III 1966-67 \| \| 12 \| BK Bäcken (O) \| 22 \| 3 \| 0 \| 19 \| 42 \| – \| 108 \| −66 \| 6Nedrykning til Division III 1966-67 \| K: Kampe spillet, V: Vundne kampe, U: Uafgjorte kampe, T: Tabte kampe, Mf: Mål for, Mi: Mål imod, +/-: Måldifference, P: Point |                     |    |    |   |    |     |   |     |      |                                       |
| Nr | Hold                | K  | V  | U | T  | Mf  |   | Mi  | +/-  | P                                     |
| 1 | Rögle BK (O)        | 22 | 20 | 0 | 2  | 190 | – | 39  | +151 | 40Oprykningsspil                      |
| 2 | Tingsryds AIF       | 22 | 17 | 0 | 5  | 137 | – | 50  | +87  | 34                                    |
| 3 | Norrahammars GIS    | 22 | 14 | 2 | 6  | 95  | – | 79  | +16  | 30                                    |
| 4 | Skillingaryds IS    | 22 | 13 | 3 | 6  | 99  | – | 102 | −3   | 29                                    |
| 5 | Östers IF           | 22 | 11 | 2 | 9  | 79  | – | 90  | −11  | 24                                    |
| 6 | Norrby IK           | 22 | 11 | 1 | 10 | 93  | – | 66  | +27  | 23                                    |
| 7 | IF Troja            | 22 | 11 | 1 | 10 | 93  | – | 93  | 0    | 23                                    |
| 8 | Oskarshamns AIK (O) | 22 | 8  | 1 | 13 | 69  | – | 118 | −49  | 17                                    |
| 9 | Växjö IK            | 22 | 7  | 2 | 13 | 79  | – | 96  | −17  | 16                                    |
| 10 | GAIS                | 22 | 7  | 1 | 14 | 59  | – | 101 | −42  | 15Nedrykning til Division III 1966-67 |
| 11 | Tabergs SK (O)      | 22 | 3  | 1 | 18 | 74  | – | 167 | −93  | 7Nedrykning til Division III 1966-67  |
| 12 | BK Bäcken (O)       | 22 | 3  | 0 | 19 | 42  | – | 108 | −66  | 6Nedrykning til Division III 1966-67  |

## Oprykningsspil
I oprykningsspillet spillede de otte puljevindere om fire oprykningspladser til Division I. De otte hold blev inddelt i to nye puljer med fire hold i hver, og i hver pulje spillede holdene om to oprykningspladser.

### Nord
Oprykningsspil Nord havde deltagelse af vinderne af grundspilspuljerne i regionerne Nord og Øst. Holdene spillede en dobbeltturnering alle-mod-alle om to oprykningspladser til Division I.
| \| Nr \| Hold \| K \| V \| U \| T \| Mf \| \| Mi \| +/- \| P \| \| -- \| ------------- \| - \| - \| - \| - \| -- \| - \| -- \| --- \| --------------------------------- \| \| 1 \| Clemensnäs IF \| 6 \| 3 \| 1 \| 2 \| 22 \| – \| 21 \| +1 \| 7Oprykning til Division I 1966-67 \| \| 2 \| Mora IK (N) \| 6 \| 3 \| 0 \| 3 \| 29 \| – \| 21 \| +8 \| 6Oprykning til Division I 1966-67 \| \| 3 \| Tegs SK \| 6 \| 3 \| 0 \| 3 \| 19 \| – \| 22 \| −3 \| 6 \| \| 4 \| Tranebergs IF \| 6 \| 2 \| 1 \| 3 \| 18 \| – \| 24 \| −6 \| 5 \| K: Kampe spillet, V: Vundne kampe, U: Uafgjorte kampe, T: Tabte kampe, Mf: Mål for, Mi: Mål imod, +/-: Måldifference, P: Point |               |   |   |   |   |    |   |    |     |                                   |
| Nr | Hold          | K | V | U | T | Mf |   | Mi | +/- | P                                 |
| 1 | Clemensnäs IF | 6 | 3 | 1 | 2 | 22 | – | 21 | +1  | 7Oprykning til Division I 1966-67 |
| 2 | Mora IK (N)   | 6 | 3 | 0 | 3 | 29 | – | 21 | +8  | 6Oprykning til Division I 1966-67 |
| 3 | Tegs SK       | 6 | 3 | 0 | 3 | 19 | – | 22 | −3  | 6                                 |
| 4 | Tranebergs IF | 6 | 2 | 1 | 3 | 18 | – | 24 | −6  | 5                                 |

| Kampprogram       | Kampprogram   | Kampprogram   | Kampprogram |
| Dato              | Hjemmehold    | Udehold       | Resultat    |
| ----------------- | ------------- | ------------- | ----------- |
| 11. februar       | Tegs SK       | Clemensnäs IF | 1–2         |
| 11. februar       | Mora IK       | Tranebergs IF | 2–3         |
| 13. februar       | Tranebergs IF | Tegs SK       | 3–6         |
| 13. februar       | Clemensnäs IF | Mora IK       | 6–4         |
| 16. - 17. februar | Tranebergs IF | Clemensnäs IF | 3–6         |
| 16. - 17. februar | Mora IK       | Tegs SK       | 6–2         |
| 20. februar       | Clemensnäs IF | Tranebergs IF | 2–2         |
| 20. februar       | Tegs SK       | Mora IK       | 2–6         |
| 25. februar       | Tranebergs IF | Mora IK       | 5–4         |
| 25. februar       | Clemensnäs IF | Tegs SK       | 3–4         |
| 27. februar       | Mora IK       | Clemensnäs IF | 7–3         |
| 27. februar       | Tegs SK       | Tranebergs IF | 4–2         |

### Syd
Oprykningsspil Syd havde deltagelse af vinderne af grundspilspuljerne i regionerne Vest og Syd. Holdene spillede en dobbeltturnering alle-mod-alle om to oprykningspladser til Division I.
| \| Nr \| Hold \| K \| V \| U \| T \| Mf \| \| Mi \| +/- \| P \| \| -- \| ------------------- \| - \| - \| - \| - \| -- \| - \| -- \| --- \| --------------------------------- \| \| 1 \| Rögle BK (O) \| 6 \| 4 \| 0 \| 2 \| 33 \| – \| 14 \| +19 \| 8Oprykning til Division I 1966-67 \| \| 2 \| Avesta BK \| 6 \| 4 \| 0 \| 2 \| 26 \| – \| 28 \| −2 \| 8Oprykning til Division I 1966-67 \| \| 3 \| IF Karlskoga/Bofors \| 6 \| 3 \| 0 \| 3 \| 20 \| – \| 19 \| +1 \| 6 \| \| 4 \| Husqvarna IF \| 6 \| 1 \| 0 \| 5 \| 15 \| – \| 33 \| −18 \| 2 \| K: Kampe spillet, V: Vundne kampe, U: Uafgjorte kampe, T: Tabte kampe, Mf: Mål for, Mi: Mål imod, +/-: Måldifference, P: Point |                     |   |   |   |   |    |   |    |     |                                   |
| Nr | Hold                | K | V | U | T | Mf |   | Mi | +/- | P                                 |
| 1 | Rögle BK (O)        | 6 | 4 | 0 | 2 | 33 | – | 14 | +19 | 8Oprykning til Division I 1966-67 |
| 2 | Avesta BK           | 6 | 4 | 0 | 2 | 26 | – | 28 | −2  | 8Oprykning til Division I 1966-67 |
| 3 | IF Karlskoga/Bofors | 6 | 3 | 0 | 3 | 20 | – | 19 | +1  | 6                                 |
| 4 | Husqvarna IF        | 6 | 1 | 0 | 5 | 15 | – | 33 | −18 | 2                                 |

| Kampprogram | Kampprogram         | Kampprogram         | Kampprogram |
| Dato        | Hjemmehold          | Udehold             | Resultat    |
| ----------- | ------------------- | ------------------- | ----------- |
| 11. februar | Avesta BK           | Rögle BK            | 6–3         |
| 11. februar | Husqvarna IF        | IF Karlskoga/Bofors | 1–5         |
| 13. februar | Husqvarna IF        | Avesta BK           | 5–6         |
| 13. februar | IF Karlskoga/Bofors | Rögle BK            | 3–8         |
| 18. februar | Rögle BK            | Husqvarna IF        | 2–3         |
| 18. februar | Avesta BK           | IF Karlskoga/Bofors | 3–2         |
| 20. februar | Rögle BK            | Avesta BK           | 10–10       |
| 20. februar | IF Karlskoga/Bofors | Husqvarna IF        | 5–2         |
| 25. februar | Husqvarna IF        | Rögle BK            | 1–7         |
| 25. februar | IF Karlskoga/Bofors | Avesta BK           | 5–2         |
| 27. februar | Rögle BK            | IF Karlskoga/Bofors | 3–1         |
| 27. februar | Avesta BK           | Husqvarna IF        | 8–3         |